# Olympische Sommerspiele 2016/Reiten
Bei den Olympischen Spielen 2016 in Rio de Janeiro wurden vom 6. bis 19. August 2016 im Olympic Equestrian Centre auf der Anlage des Deodoro Military Clubs sechs Entscheidungen im Reitsport ausgetragen. Das Programm umfasste jeweils eine Einzel- und eine Mannschaftsentscheidung im Dressur-, Spring- und Vielseitigkeitsreiten. Das Programm ist im Vergleich zu 2012 weitgehend unverändert, die Anzahl der Reiter pro Mannschaft änderte sich jedoch in Dressur und Vielseitigkeit. Frauen und Männer treten traditionell gemeinsam an.

## Änderungen im Programm

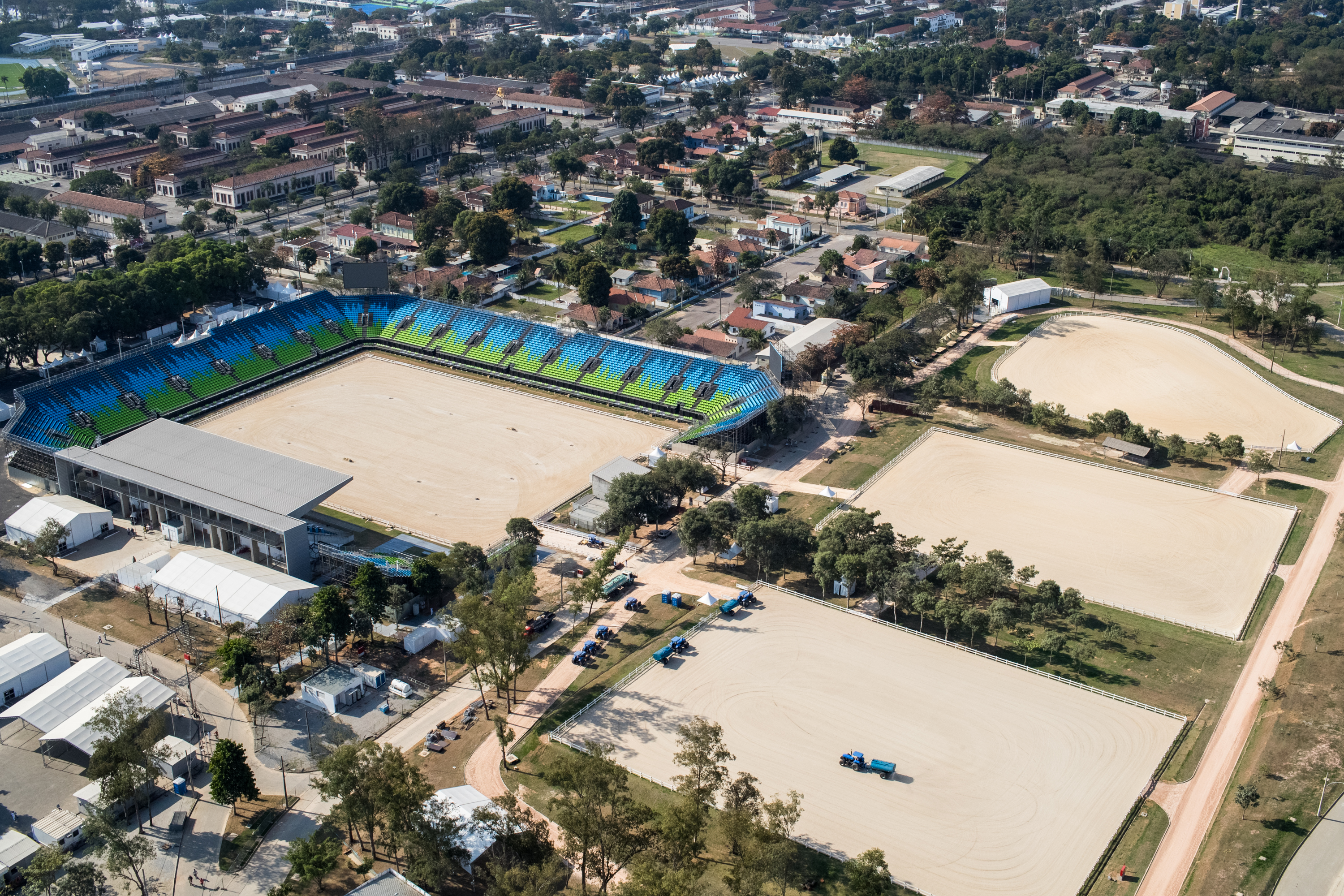
Die olympische Reitanlage von Deodoro

Während für die Olympischen Spiele 2020 über weitreichende Änderungen für den Reitsportwettbewerbe vorgesehen sind, war das Programm der Spiele 2016 im Vergleich zu den vorherigen Sommerspielen kaum verändert.
Nachdem die Anzahl der Mannschaftsreiter in der Dressur bei den Sommerspielen 2008 und 2012 auf drei gesenkt worden war, wurde diese für 2016 wieder auf bis zu vier Reiter erhöht. Unverändert gingen die Ergebnisse der drei besten Mannschaftsreiter in das Ergebnis einer Equipe ein. Die Mannschaftswertung ermittelten die Dressurreiter erneut im Grand Prix de Dressage und im Grand Prix Spécial. Dabei wurde in Rio de Janeiro wieder der klassische Grand Prix Spécial ausgeritten, in London war vier Jahre zuvor nur ein verkürzter Grand Prix Spécial als Aufgabe ausgewählt worden.

## Bauverzögerungen und Seuchenschutz
Nachdem im Jahr die 2007 die Panamerikanischen Spiele in Rio de Janeiro ausgetragen wurden, konnte für die olympischen Reitsportwettbewerbe auf die für die Panamerikanischen Spiele errichteten Sportstätten zurückgegriffen werden. Die Reitanlagen wurden nochmals umgebaut. Hierbei kam es im Januar/Februar 2016 zu 20-tägigen Unterbrechung der Bauarbeiten, da die beauftragte Baufirma aufgrund von Bauverzögerungen und Nichteinhaltung von Fristen gekündigt wurde. Anschließend konnten die Bauarbeiten wieder aufgenommen, so mussten die Unterkünfte für die Pferdepfleger und die Tierklinik noch fertiggestellt werden.
Nach den Panamerikanischen Spielen 2007 hatte das brasilianische Militär die Reitanlage genutzt. Bereits Anfang 2015, rechtzeitig vor Beginn der Testprüfungen hatte man aus Quarantäne- und Seuchenschutzgründen die bislang am Veranstaltungsort beheimateten Pferde sowie die Pferde, die auf dem Weg vom Flughafen zur Sportstätte beheimatet sind, aus der Region entfernt. Grund hierfür war, dass Brasilien als Rotz-Verbreitungsgebiet gilt und nur so Deodoro als seuchenfrei gelten konnte.
Dennoch wurde im April 2015 bei mindestens zwei Pferden auf der olympischen Reitsportanlage Rotz diagnostiziert. Dies wurde jedoch erst im August des Jahres öffentlich, eine Meldung an die Weltorganisation für Tiergesundheit sollte erst wenig später im Rahmen einer halbjährlichen Meldung erfolgen.
Im Oktober 2015 drohte das endgültige Aus für die olympischen Reitwettbewerbe in Rio: Zwischen dem Weltpferdesportverband FEI und dem brasilianischen Landwirtschaftsministerium kam es zu Unstimmigkeiten bezüglich der Einfuhrbestimmungen der Pferde. Die FEI forderte eine schnellere Abwicklung der Veterinäruntersuchungen, um Stress und Belastung für die Pferde so gering wie möglich zu halten. Daher erwog man, die Reitsportwettbewerbe (wie bei den Olympischen Sommerspielen 1956 an einen anderen Veranstaltungsort außerhalb Brasiliens) auszulagern. Gut einen Monat später wurde nach Gesprächen zwischen Europäischer Union und Brasilien bekanntgegeben, dass die Probleme gelöst seien.

## Wettbewerbe und Zeitplan
| Wettbewerbe und Zeitplan Reitsport | Wettbewerbe und Zeitplan Reitsport | Wettbewerbe und Zeitplan Reitsport | Wettbewerbe und Zeitplan Reitsport | Wettbewerbe und Zeitplan Reitsport | Wettbewerbe und Zeitplan Reitsport | Wettbewerbe und Zeitplan Reitsport | Wettbewerbe und Zeitplan Reitsport | Wettbewerbe und Zeitplan Reitsport | Wettbewerbe und Zeitplan Reitsport | Wettbewerbe und Zeitplan Reitsport | Wettbewerbe und Zeitplan Reitsport | Wettbewerbe und Zeitplan Reitsport | Wettbewerbe und Zeitplan Reitsport | Wettbewerbe und Zeitplan Reitsport |
|                                    | August                             | August                             | August                             | August                             | August                             | August                             | August                             | August                             | August                             | August                             | August                             | August                             | August                             | August                             |
| Wettbewerbe                        | 6.                                 | 7.                                 | 8.                                 | 9.                                 | 10.                                | 11.                                | 12.                                | 13.                                | 14.                                | 15.                                | 16.                                | 17.                                | 18.                                | 19.                                |
| ---------------------------------- | ---------------------------------- | ---------------------------------- | ---------------------------------- | ---------------------------------- | ---------------------------------- | ---------------------------------- | ---------------------------------- | ---------------------------------- | ---------------------------------- | ---------------------------------- | ---------------------------------- | ---------------------------------- | ---------------------------------- | ---------------------------------- |
| Dressur Einzel                     |                                    |                                    |                                    |                                    |                                    |                                    |                                    |                                    |                                    |                                    |                                    |                                    |                                    |                                    |
| Dressur Mannschaft                 |                                    |                                    |                                    |                                    |                                    |                                    |                                    |                                    |                                    |                                    |                                    |                                    |                                    |                                    |
| Springen Einzel                    |                                    |                                    |                                    |                                    |                                    |                                    |                                    |                                    |                                    |                                    |                                    |                                    |                                    |                                    |
| Springen Mannschaft                |                                    |                                    |                                    |                                    |                                    |                                    |                                    |                                    |                                    |                                    |                                    |                                    |                                    |                                    |
| Vielseitigkeit Einzel              |                                    |                                    |                                    |                                    |                                    |                                    |                                    |                                    |                                    |                                    |                                    |                                    |                                    |                                    |
| Vielseitigkeit Mannschaft          |                                    |                                    |                                    |                                    |                                    |                                    |                                    |                                    |                                    |                                    |                                    |                                    |                                    |                                    |

## Vielseitigkeit
Erneut eröffneten die Vielseitigkeitsreiter das Pferdesportprogramm bei den Olympischen Spielen. Schon einen Tag nach der Eröffnungsfeier, am 6. August, legten die ersten Reiter den Grundstein für ihr Einzel- und Mannschaftsergebnis. Das Programm entspricht den großen klassischen „Three day events“, die – entgegen ihrem Namen – vier Tage andauern. Die Mannschaften umfassten im Gegensatz zu den vorherigen Olympischen Spielen nur noch vier statt fünf Reiter, so dass den Equipen nur ein statt zwei Streichergebnisse zur Verfügung standen.
Die Dressurphase wurde am 6. und 7. August jeweils von 10 bis 16 Uhr durchgeführt. Einen Tag später ging es für alle Vielseitigkeitsreiter und -pferde auf die Geländestrecke, den Höhepunkt einer jeden Vielseitigkeitsprüfung. Als Zeitrahmen hierfür waren fünf Stunden von 10 bis 15 Uhr Ortszeit vorgesehen.
Am 9. August wartete auf die Teilnehmer zunächst der zweite Vet-Check (Veterinärmedizinische Untersuchung, der erste Vet-Check fand bereits am Tag vor der ersten Teilprüfung statt). Anschließend ging es in die Springphase. Diese letzte Teilprüfung war in zwei Teile geteilt: Zunächst ging es in ein Mannschaftsspringen. Hierbei handelt es sich um einen etwa 600 Meter lagen Springparcours mit 11 bis 12 höchstens 125 cm hohe Hindernisse (maximal 16 Sprünge). Der olympischen Regel geschuldet, dass keine zwei Medaillen für dieselbe Leistung vergeben werden sollen, traten die besten 25 Einzelreiter nochmals in einem verkürzten Springkurs an. Die Höhe der Hindernisse betrug hier bis zu 130 cm.
Die drei russischen Vielseitigkeitsreiter wurden vom Weltpferdesportverband FEI nicht gesperrt, siehe Olympische Sommerspiele 2016/Teilnehmer (Russland)#Reiten.

### Teilprüfung Dressur
Die deutschen Bundestrainer schickten bereits am ersten der zwei Dressurtage die beiden favorisierten deutschen Paare an den Start. Am Vormittag trat mit Sandra Auffarth und Opgun Louvo ein im Regelfall in Dressur sehr starkes Paar an, Auffarth leistete sich jedoch einige Fehler und kam auf 41,60 Minuspunkte. Michael Jung musste nach einem Galoppwelchselfehler durchparieren. Er kam mit Sam auf 40,90 Minuspunkte, was in etwa seinem Ergebnis von London 2012 entspricht (damals 40,60 Minuspunkte). Am Vormittag des zweiten Tages erfüllte Julia Krajewski bei ihrem ersten internationalen Championat ihre eigenen Erwartungen und blieb unter 45 Minuspunkten. Zum Abschluss der Dressurprüfung sicherte Ingrid Klimke der deutschen Equipe die Führung in der Mannschaftswertung mit einer sehr guten Dressur, für die sie mit Hale Bob OLD 39,50 Punkte erhielt. Mit diesem Ergebnis lag Klimke nach der Dressur auf dem vierten Rang. Glücklich war William Fox-Pitt, der nach einem schweren Sturz im Herbst des Vorjahres erst seit April 2016 wieder an Turnieren teilnimmt und in Rio de Janeiro nach der ersten Teilprüfung in Führung lag. Mit einem Ergebnis von genau 37 Minuspunkten hatte er einen Vorsprung von über zwei Punkten zum Drittplatzierten Mathieu Lemoine. Christopher Burton kam mit dem Hannoveraner Santano II auf ebenso sehr gute 37,60 Minuspunkte und damit auf den zweiten Platz der Zwischenwertung.
Einzelwertung nach der Dressur:
| Rang | Reiter             | Pferd                 | Minuspunkte |
| ---- | ------------------ | --------------------- | ----------- |
| 1    | William Fox-Pitt   | Chilli Morning        | 37,00       |
| 2    | Christopher Burton | Santano II            | 37,60       |
| 3    | Mathieu Lemoine    | Bart L                | 39,20       |
| 4    | Ingrid Klimke      | Hale Bob OLD          | 39,50       |
| 5    | Michael Jung       | Sam FBW               | 40,90       |
| 6    | Thibaut Vallette   | Qing du Briot         | 41,00       |
| 7    | Karin Donckers     | Fletcha van't Verahof | 41,10       |
| 8    | Sandra Auffarth    | Opgun Louvo           | 41,60       |
|      | ...                |                       |             |
| 18   | Julia Krajewski    | Samourai du Thot      | 44,80       |
|      | ...                |                       |             |
| 25   | Felix Vogg         | Onfire                | 46,70       |
|      | ...                |                       |             |
| 49   | Ben Vogg           | Noe des Vatys         | 51,70       |

Mannschaftswertung nach der Dressur:
| Platz                            | Land           | Reiter und Pferde                | Minuspunkte |
| 1                                | Deutschland    | Deutschland                      | 122,00      |
| -------------------------------- | -------------- | -------------------------------- | ----------- |
|                                  |                | Sandra Auffarth Opgun Louvo      | 41,60       |
| Michael Jung Sam FBW             | 40,90          |                                  |             |
| Julia Krajewski Samourai du Thot | (44,80)        |                                  |             |
| Ingrid Klimke Hale Bob OLD       | 39,50          |                                  |             |
| 2                                | Frankreich     | Frankreich                       | 122,20      |
|                                  |                | Astier Nicolas Piaf de B'Neville | 42,00       |
| Karim Florent Laghouag Entebbe   | (43,40)        |                                  |             |
| Thibaut Vallette Qing du Briot   | 41,00          |                                  |             |
| Mathieu Lemoine Bart L           | 39,20          |                                  |             |
| 3                                | Australien     | Australien                       | 126,40      |
|                                  |                | Sam Griffiths Paulank Brockagh   | 46,30       |
| Christopher Burton Santano II    | 37,60          |                                  |             |
| Stuart Tinney Pluto Mio          | (56,80)        |                                  |             |
| Shane Rose CP Qualified          | 42,50          |                                  |             |
| 4                                | Großbritannien | Großbritannien                   | 127,70      |
|                                  |                | Gemma Tattersall Quicklook V     | (47,20)     |
| William Fox-Pitt Chilli Morning  | 37,00          |                                  |             |
| Philippa Funnell Billy the Biz   | 43,90          |                                  |             |
| Kitty King Ceylor                | 46.80          |                                  |             |
| 5                                | Irland         | Irland                           | 135,60      |
|                                  |                | Padraig McCarthy Simon Porloe    | 46,80       |
| Clare Abbott Euro Prince         | 47,00          |                                  |             |
| Jonty Evans Cooley Rorkes Drift  | 41,80          |                                  |             |
| Mark Kyle Jemilla                | (50,40)        |                                  |             |

### Teilprüfung Gelände
Die Geländestrecke von Rio de Janeiro wurde im Vorfeld als vollwertige 4*-Vielseitigkeit eingeschätzt. Ingrid Klimke verglich die Strecke mit der Geländestrecke der Olympischen Spiele 2000, seitdem hätten es bei Olympischen Spielen keinen so schweren Geländekurs mehr gegeben. Als eine besondere Herausforderung wurde der letzte Wasserkomplex angesehen. Hierbei wurde insbesondere ein im Wasser stehendes Hindernis erwähnt, das als Frosch gestaltet ist. Dieser hob sich mit seiner Farbe wenig vom Wasser ab, zudem handelte es sich um ein festes Hindernis mit harter Oberkante.
Die Bodenverhältnisse waren am Geländetag gut und auch die Temperaturen waren mit unter 30 °C gemäßigter als an den Dressurtagen. Die Erwartungen im Bezug auf die Schwierigkeit bestätigten sich, wobei der Kurs mit seinen alternativen Linien an den Hinderniskomplexen auch den schwächeren Startern die Möglichkeit ließ, den Kurs sicher zu beenden. Dennoch kam es zu sechs Stürzen. In der nachträglichen Bewertung führte Klimke auf, der Geländekurs hätte die Pferde mental viel zu stark gefordert, die Alternativen seien durch ständiges Abwenden und Schlengeln für die Pferde auch nicht schöner gewesen.
Zusätzlich anspruchsvoll war der Geländekurs durch die erlaubte Zeit, die eng gesteckt war und das Ausnutzen der Alternativwege (fast) zwangsläufig mit Minuspunkten für Zeitüberschreitung bestrafte. In Gelände gab es nur drei Teilnehmern, die in der Zeit in das Ziel kamen: Gleich als zweiter Starter gelang dies dem französischen Mannschaftsreiter Astier Nicolas mit Piaf de B'Neville. Bei den zweiten Mannschaftsreitern folgten mehrere Topfavoriten auf der Startliste direkt hintereinander: Christopher Burton beendete mit dem erst neunjährigen Santano II das Gelände ohne zusätzliche Minuspunkte. Zweiter Starter nach ihm war der nach der Dressur führende William Fox-Pitt, der mit Chilli Morning neben Zeitfehlern auch noch 20 Minuspunkte für eine Verweigerung bekam. Kurz nach ihm bekam Mark Todd lediglich zwei Minuspunkte (fünf Sekunden über der erlaubten Zeit von 10 Minuten und 15 Sekunden). Direkt nach Todd war Michael Jung sogar 15 Sekunden schneller als die erlaubten Zeit (Jung: „...die hatte ich einkalkuliert, falls ich irgendwo doch eine extra Runde hätte reiten müssen.“).
Von den Mannschaften meisterten Australien und Neuseeland den Geländetag am besten: Beide Equipen mussten zwar das Ausscheiden von je einem Reiter hinnehmen, blieben aber ansonsten ohne Verweigerung und mit nur wenigen Minuspunkten für Zeitüberschreitung. Mit etwas mehr Zeitüberschreitung, aber noch vier Reitern nach dem Gelände, brachte sich auch Frankreich in eine gute Ausgangsposition für eine Medaille. Die deutschen Mannschaftsreiter erfüllten die Erwartungen mit Ausnahme Michael Jungs nicht: Während Nachrückerin Julia Krajewski nach drei Verweigerungen ganz ausschied, kassierte Sandra Auffarth zunächst zwei Verweigerungen und (daraus resultierend) einige Minuspunkte für das überschreiten der erlaubten Zeit. Während die zweite Verweigerung nach Überprüfung aus Auffarths Ergebnis gestrichen wurde, lief es auch für Ingrid Klimke nicht besser. Mit Hale Bob OLD zeigte sie eine überzeugende Geländeleistung bis zum letzten Wasserkomplex. Hier ritt sie nach Maßgabe der Bundestrainer den direkten Weg, bekam das zweite im Wasser stehende Hindernis jedoch nicht mehr richtig angeritten und musste so 20 Minuspunkte für einen „Vorbeiläufer“ hinnehmen.
Während die US-amerikanische Equipe (mit nur noch zwei Reitern nach dem Gelände) patzte und keiner der russischen Mannschaftsreiter das Ziel erreichte, konnten sich die Gastgeber nach dem Geländetag in der Zwischenwertung im Mittelfeld (sechster Rang) platzieren.
Einzelwertung nach dem Gelände:
| Rang | Reiter             | Pferd               | Minuspunkte im Gelände | Minuspunkte nach Gelände |
| ---- | ------------------ | ------------------- | ---------------------- | ------------------------ |
| 1    | Christopher Burton | Santano II          | 0,00                   | 37,60                    |
| 2    | Michael Jung       | Sam FBW             | 0,00                   | 40,90                    |
| 3    | Astier Nicolas     | Piaf de B'Neville   | 0,00                   | 42,00                    |
| 4    | Mark Todd          | Leonidas II         | 2,00                   | 46,00                    |
| 5    | Phillip Dutton     | Mighty Nice         | 3,20                   | 46,80                    |
| 6    | Boyd Martin        | Blackfoot Mystery   | 3,20                   | 50,90                    |
| 7    | Carlos Parro       | Summon Up the Blood | 5,00                   | 51,30                    |
| 7    | Clarke Johnstone   | Balmoral Sensation  | 4,80                   | 51,30                    |
| 9    | Sam Griffiths      | Paulank Brockagh    | 6,80                   | 53,10                    |
| 10   | Mathieu Lemoine    | Bart L              | 14,40                  | 53,60                    |
|      | ...                |                     |                        |                          |
| 19   | Ingrid Klimke      | Hale Bob OLD        | 26,00                  | 65,50                    |
| 20   | Sandra Auffarth    | Opgun Louvo         | 24,80                  | 66,40                    |
|      | ...                |                     |                        |                          |
| 42   | Ben Vogg           | Noe des Vatys       | 82,40                  | 134,10                   |
|      | ...                |                     |                        |                          |
| -    | Julia Krajewski    | Samourai du Thot    | ausgeschieden          | -                        |
| -    | Felix Vogg         | Onfire              | ausgeschieden          | -                        |

Mannschaftswertung nach dem Gelände:
| Platz                               | Land          | Reiter und Pferde                | Minuspunkte im Gelände | Minuspunkte Gesamt |
| 1                                   | Australien    | Australien                       | 9,60                   | 150,30             |
| ----------------------------------- | ------------- | -------------------------------- | ---------------------- | ------------------ |
|                                     |               | Sam Griffiths Paulank Brockagh   | 6,80                   | 53,10              |
| Christopher Burton Santano II       | 0,00          | 37,60                            |                        |                    |
| Stuart Tinney Pluto Mio             | 2,80          | 59,60                            |                        |                    |
| Shane Rose CP Qualified             | ausgeschieden | (1000,00)                        |                        |                    |
| 2                                   | Neuseeland    | Neuseeland                       | 14,80                  | 154,80             |
|                                     |               | Tim Price Ringwood Sky Boy       | ausgeschieden          | (1000,00)          |
| Mark Todd Leonidas II               | 2,00          | 46,00                            |                        |                    |
| Clarke Johnstone Balmoral Sensation | 4,80          | 51,30                            |                        |                    |
| Jonelle Price Faerie Dianimo        | 8,00          | 57,50                            |                        |                    |
| 3                                   | Frankreich    | Frankreich                       | 38,80                  | 161,00             |
|                                     |               | Astier Nicolas Piaf de B'Neville | 0,00                   | 42,00              |
| Karim Florent Laghouag Entebbe      | (50,40)       | (93,80)                          |                        |                    |
| Thibaut Vallette Qing du Briot      | 24,40         | 65,40                            |                        |                    |
| Mathieu Lemoine Bart L              | 14,40         | 53,60                            |                        |                    |
| 4                                   | Deutschland   | Deutschland                      | 50,80                  | 172,80             |
|                                     |               | Sandra Auffarth Opgun Louvo      | 24,80                  | 66,40              |
| Michael Jung Sam FBW                | 0,00          | 40,90                            |                        |                    |
| Julia Krajewski Samourai du Thot    | ausgeschieden | (1000,00)                        |                        |                    |
| Ingrid Klimke Hale Bob OLD          | 26,00         | 65,50                            |                        |                    |
| 5                                   | Niederlande   | Niederlande                      | 92,00                  | 238,60             |
|                                     |               | Theo van de Vendel Zindane       | ausgeschieden          | (1000,00)          |
| Tim Lips Bayro                      | 28,00         | 74,00                            |                        |                    |
| Alice Naber-Lozeman Peter Parker    | 52,00         | 98,20                            |                        |                    |
| Merel Blom Rumour has it            | 12,00         | 66,40                            |                        |                    |

### Endergebnis

#### Endergebnis Mannschaft
Die zwei Springprüfungen der Vielseitigkeit fanden am 9. August 2016 statt.
In der ersten Springprüfung, die zugleich Qualifikation für das abschließende Springen um die Einzelwertung war, konnten sich noch die vier Mannschaften mit weniger als 200 Minuspunkten Hoffnung auf eine Medaille machen. Es gingen hier zunächst die Einzelstarter in den Parcours, anschließend folgten die ersten Mannschaftsreiter der Nationen, die nach dem Gelände noch über vier Mannschaftsreiter verfügten. Anschließend folgten von allen Nationen die Reiter mit dem drittbesten Ergebnissen bislang, dann diejenigen mit dem zweitbesten Ergebnissen und zum Abschluss die jeweils bisher bestplatzierten Reiter einer jeden Equipe.
Die jeweils ersten Reiter der Neuseeländer und Australier patzten und brachten mit Ergebnissen von 8 bzw. 17 Strafpunkten die vier Equipen ergebnismäßig dicht zusammen, zumal beide Mannschaften über kein Streichergebnis mehr verfügten. Acht Strafpunkte vom dritten französischen Reiter ließen die zwischenzeitliche französische Führung dahingegen. Somit fiel die Entscheidung mit den letzten Reitern der vier Nationen.
Deutschland hatte sich mit zwei fehlerfreien Ritten im Springen seine theoretische Chance auf eine Mannschaftsmedaille erhalten. Michael Jung als letzter deutscher Starter war bereits im Gelände mit Sam FBW ohne Fehler geblieben und bestätigte seine Favoritenrolle auch im Springen mit einem fehlerfreien Ritt. Dies gelang auch Astier Nicolas mit Piaf de B'Neville.
Mark Todd hätte mit einem Ritt ohne Strafpunkte nun den ersten olympischen Mannschaftstitel für Neuseeland in der Vielseitigkeit sicherstellen können. Mit Leonidas II kam er jedoch auf vier Hindernisfehler und damit 16 Strafpunkte. Auf Christopher Burton als letztem Starter lag ein besonderer Druck: Mit Santano II konnte er bei Fehlerfreiheit Australien die Goldmedaille sichern und zudem seine Führung in der Einzelwertung erhalten. Auch er hielt dem Druck nicht stand und kassierte acht Strafpunkte. Damit rückte Frankreich auf den ersten Rang vor und gewann die Mannschafts-Goldmedaille. Ebenso profitierte auch die deutsche Equipe, die damit die Silbermedaille errang.
| Platz                                 | Land               | Reiter und Pferde                                  | Minuspunkte | Minuspunkte   | Minuspunkte               | Minuspunkte |
| Platz                                 | Land               | Reiter und Pferde                                  | Dressur     | Gelände       | Springen                  | Gesamt      |
| 1                                     | Frankreich         | Frankreich                                         |             |               |                           | 169,00      |
| ------------------------------------- | ------------------ | -------------------------------------------------- | ----------- | ------------- | ------------------------- | ----------- |
|                                       |                    | Karim Florent Laghouag Entebbe                     | 43,40       | 50,40         | 1,00                      | (94,80)     |
| Thibaut Vallette Qing du Briot        | 41,00              | 24,40                                              | 0,00        | 65,40         |                           |             |
| Mathieu Lemoine Bart L                | 39,20              | 14,40                                              | 8,00        | 61,60         |                           |             |
| Astier Nicolas Piaf de B'Neville      | 42,00              | 0,00                                               | 0,00        | 42,00         |                           |             |
| 2                                     | Deutschland        | Deutschland                                        |             |               |                           | 172,80      |
|                                       |                    | Julia Krajewski Samourai du Thot                   | 44,80       | ausgeschieden | –                         | (1000,00)   |
| Sandra Auffarth Opgun Louvo           | 41,60              | 24,80                                              | 0,00        | 66,40         |                           |             |
| Ingrid Klimke Hale Bob OLD            | 39,50              | 26,00                                              | 0,00        | 65,50         |                           |             |
| Michael Jung Sam FBW                  | 40,90              | 0,00                                               | 0,00        | 40,90         |                           |             |
| 3                                     | Australien         | Australien                                         |             |               |                           | 175,30      |
|                                       |                    | Shane Rose CP Qualified                            | 42,50       | ausgeschieden | –                         | (1000,00)   |
| Stuart Tinney Pluto Mio               | 56,80              | 2,80                                               | 17,00       | 76,60         |                           |             |
| Sam Griffiths Paulank Brockagh        | 46,30              | 6,80                                               | 0,00        | 53,10         |                           |             |
| Christopher Burton Santano II         | 37,60              | 0,00                                               | 8,00        | 45,60         |                           |             |
| 4                                     | Neuseeland         | Neuseeland                                         |             |               |                           | 178,80      |
|                                       |                    | Tim Price Ringwood Sky Boy                         | 47,00       | ausgeschieden | –                         | (1000,00)   |
| Jonelle Price Faerie Dianimo          | 49,50              | 8,00                                               | 8,00        | 65,50         |                           |             |
| Clarke Johnstone Balmoral Sensation   | 46,50              | 4,80                                               | 0,00        | 51,30         |                           |             |
| Mark Todd Leonidas II                 | 44,00              | 2,00                                               | 16,00       | 62,00         |                           |             |
| 5                                     | Großbritannien     | Großbritannien                                     |             |               |                           | 252,10      |
|                                       |                    | Gemma Tattersall Quicklook V                       | 47,20       | 89,60         | 4,00                      | (140,80)    |
| Kitty King Ceylor                     | 46,80              | 53,60                                              | 0,00        | 100,40        |                           |             |
| Philippa Funnell Billy the Biz        | 43,90              | 40,40                                              | 0,00        | 84,30         |                           |             |
| William Fox-Pitt Chilli Morning       | 37,00              | 30,40                                              | 0,00        | 67,40         |                           |             |
| 6                                     | Niederlande        | Niederlande                                        |             |               |                           | 252,60      |
|                                       |                    | Theo van de Vendel Zindane                         | 65,70       | ausgeschieden | –                         | (1000,00)   |
| Alice Naber-Lozeman Peter Parker      | 46,20              | 52,00                                              | 4,00        | 102,20        |                           |             |
| Tim Lips Bayro                        | 46,00              | 28,00                                              | 8,00        | 82,00         |                           |             |
| Merel Blom Rumour has it              | 54,40              | 12,00                                              | 2,00        | 68,40         |                           |             |
| 7                                     | Brasilien          | Brasilien                                          |             |               |                           | 280,90      |
|                                       |                    | Ruy Fonseca Tom Bombadill Too                      | 46,80       | 112,00        | ausgeschieden             | (1000,00)   |
| Márcio Appel Iberon Jmen              | 57,20              | 64,40                                              | 16,00       | 137,60        |                           |             |
| Márcio Carvalho Jorge Lissy Mac Wayer | 50,00              | 20,00                                              | 10,00       | 80,00         |                           |             |
| Carlos Parro Summon up the Blood      | 47,30              | 4,00                                               | 12,00       | 63,30         |                           |             |
| 8                                     | Irland             | Irland                                             |             |               |                           | 286,40      |
|                                       |                    | Padraig McCarthy Simon Porloe                      | 46,80       | ausgeschieden | –                         | (1000,00)   |
| Clare Abbott Euro Prince              | 47,00              | 65,60                                              | 0,00        | 112,60        |                           |             |
| Mark Kyle Jemilla                     | 50,40              | 50,80                                              | 8,00        | 109,20        |                           |             |
| Jonty Evans Cooley Rorkes Drift       | 41,80              | 22,80                                              | 0,00        | 64,60         |                           |             |
| 9                                     | Italien            | Italien                                            |             |               |                           | 330,00      |
|                                       |                    | Stefano Brecciaroli Apollo van de Wendi Kurt Hoeve | 41,90       | ausgeschieden | –                         | (1000,00)   |
| Luca Roman Castlewoods Jake           | 50,80              | 71,60                                              | 16,00       | 138,40        |                           |             |
| Arianna Schivo Quefira de l'Ormeau    | 55,00              | 50,40                                              | 4,00        | 109,40        |                           |             |
| Pietro Roman Barraduff                | 48,20              | 20,00                                              | 14,00       | 82,20         |                           |             |
| 10                                    | Kanada             | Kanada                                             |             |               |                           | 339,10      |
|                                       |                    | Kathryn Robinson Let It Bee                        | 49,40       | ausgeschieden | –                         | (1000,00)   |
| Colleen Loach Qorry Blue D'Argouges   | 56,50              | 85,20                                              | 4,00        | 145,70        |                           |             |
| Jessica Phoenix A Little Romance      | 52,00              | 75,60                                              | 4,00        | 131,60        |                           |             |
| Rebecca Howard Riddle Master          | 49,40              | 12,40                                              | 0,00        | 61,80         |                           |             |
| 11                                    | Schweden           | Schweden                                           |             |               |                           | 364,50      |
|                                       |                    | Frida Andersen Herta                               | 47,90       | 9,20          | zurückgezogen (Vet-Check) | (1000,00)   |
| Linda Algotsson Fairnet               | 50,90              | 109,60                                             | 4,00        | 164,50        |                           |             |
| Sara Algotsson-Ostholt Reality        | 45,40              | 61,20                                              | 6,00        | 112,60        |                           |             |
| Ludwig Svennerstål Aspe               | 51,00              | 28,40                                              | 8,00        | 87,40         |                           |             |
| 12                                    | Vereinigte Staaten | Vereinigte Staaten                                 |             |               |                           | 1106,70     |
|                                       |                    | Clark Montgomery Loughan Glen                      | 46,60       | aufgegeben    | –                         | 1000,00     |
| Lauren Kieffer Veronica               | 47,30              | ausgeschieden                                      | –           | (1000,00)     |                           |             |
| Boyd Martin Blackfoot Mystery         | 47,70              | 3,20                                               | 8,00        | 58,90         |                           |             |
| Phillip Dutton Mighty Nice            | 43,60              | 3,20                                               | 1,00        | 47,80         |                           |             |
| 13                                    | Russland           | Russland                                           |             |               |                           | 3000,00     |
|                                       |                    | Andrei Mitin Gurza                                 | 59,90       | ausgeschieden | –                         | 1000,00     |
| Alexander Markow Kurfürstin           | 48,90              | ausgeschieden                                      | –           | 1000,00       |                           |             |
| Jewgenija Owtschinnikowa Orion        | 66,00              | zurückgezogen                                      | –           | 1000,00       |                           |             |

#### Endergebnis Einzelwertung
Die verbleibenden 25 Reiter hatten im abschließenden Springen einen kürzeren Parcours zu überwinden, dessen Hindernisse mit 1,30 Meter Hohe 5 cm höher waren als in der Mannschaftsspringprüfung. Die erlaubte Zeit stellte für die Teilnehmer kein Problem dar, es blieben jedoch nur sieben Reiter mit ihren Pferden in dieser Prüfung ohne Hindernisfehler. Einer dieser fehlerfreien Reiter war Mark Todd, der nach dem schlechten Abschneiden im Mannschaftsspringen seine siebenten Olympischen Spiele mit einem Erfolgserlebnis abschließen konnte. Phillip Dutton lag vor dieser Prüfung auf dem vierten Platz, schien jedoch mit vier Strafpunkten im abschließenden Springen seine Chance auf einen Medaillenrang vergeben zu haben. Christopher Burton, nach dem Gelände noch führend, musste jedoch mit Santano II nach seinen acht Strafpunkten im Mannschaftsspringen auch hier im Springen um die Einzelwertung erneut acht Strafpunkte hinnehmen und fiel damit aus dem Kreis der Podiumsplätze.
Astier Nicolas hatte somit als bisher zweitplatzierter mit Piaf de B'Neville mehr Abstand zum dritten Platz gewonnen, nutzte diesen jedoch auch aus: Bereits am zweiten Hindernis, einem schiefergrauen Oxer, musste er vier Strafpunkte hinnehmen, zudem kassierte er als einziger Reiter in dieser Prüfung Zeitstrafpunkte. Michael Jung hatte somit vor seinem Ritt mit Sam FBW sieben Strafpunkte Vorsprung. Diese benötigte er jedoch überhaupt nicht, ohne Fehler brachte Jung sein Dressurergebnis durch alle Teilprüfungen und ist damit erneut nach 2012 Einzelolympiasieger.
| Rang | Reiter             | Pferd               | Minuspunkte | Minuspunkte   | Minuspunkte         | Minuspunkte    | Minuspunkte |
| Rang | Reiter             | Pferd               | Dressur     | Gelände       | Mannschaftsspringen | Einzelspringen | Gesamt      |
| ---- | ------------------ | ------------------- | ----------- | ------------- | ------------------- | -------------- | ----------- |
| 1    | Michael Jung       | Sam FBW             | 40,90       | 0,00          | 0,00                | 0,00           | 40,90       |
| 2    | Astier Nicolas     | Piaf de B'Neville   | 42,00       | 0,00          | 0,00                | 6,00           | 48,00       |
| 3    | Phillip Dutton     | Mighty Nice         | 43,60       | 3,20          | 1,00                | 4,00           | 51,80       |
| 4    | Sam Griffiths      | Paulank Brockagh    | 46,30       | 6,80          | 0,00                | 0,00           | 53,10       |
| 5    | Christopher Burton | Santano II          | 37,60       | 0,00          | 8,00                | 8,00           | 53,60       |
| 6    | Clarke Johnstone   | Balmoral Sensation  | 46,50       | 4,80          | 0,00                | 8,00           | 59,30       |
| 7    | Mark Todd          | Leonidas II         | 44,00       | 2,00          | 16,00               | 0,00           | 62,00       |
| 8    | Alex Hua Tian      | Don Geniro          | 42,40       | 13,20         | 4,00                | 4,00           | 63,60       |
| 9    | Jonty Evans        | Cooley Rorkes Drift | 41,80       | 22,80         | 0,00                | 0,00           | 64,60       |
| 10   | Rebecca Howard     | Riddle Master       | 49,40       | 12,40         | 0,00                | 4,00           | 65,80       |
| 11   | Sandra Auffarth    | Opgun Louvo         | 41,60       | 24,80         | 0,00                | 0,00           | 66,40       |
| 12   | William Fox-Pitt   | Chilli Morning      | 37,00       | 30,40         | 0,00                | 0,00           | 67,40       |
| 13   | Thibaut Vallette   | Qing du Briot       | 41,00       | 24,40         | 0,00                | 4,00           | 69,40       |
| 14   | Ingrid Klimke      | Hale Bob OLD        | 39,50       | 26,00         | 0,00                | 4,00           | 69,50       |
|      | ...                |                     |             |               |                     |                |             |
| 43   | Ben Vogg           | Noe des Vaty        | 51,70       | 82,40         | 14,00               |                | 148,10      |
|      | ...                |                     |             |               |                     |                |             |
| —    | Felix Vogg         | Onfire              | 46,70       | ausgeschieden |                     |                | —           |
|      | ...                |                     |             |               |                     |                |             |
| —    | Julia Krajewski    | Samourai du Thot    | 44,80       | ausgeschieden |                     |                | —           |

## Dressur
In der Mannschaftswertung durften pro qualifizierter Nation vier Reiter mit je einem Pferd an den Start gehen (vier Jahre zuvor war die Anzahl noch auf drei Paare je Mannschaft beschränkt gewesen). In das Ergebnis gingen die jeweils drei besten Ergebnisse aus den zwei Mannschaftsprüfungen ein, somit konnten auch Equipen mit nur drei Startern ein Ergebnis erzielen. Damit gingen sechs Ergebnisse pro Mannschaft in das Ergebnis ein, der Durchschnitt hieraus ergab das Gesamtergebnis einer jeden Equipe.
Die Mannschaftswertung startete für die Dressurreiter am 10. und 11. August 2016 mit dem Grand Prix de Dressage. Die Prüfung fand an beiden Tagen von 10 bis 16 Uhr statt. Bereits am 12. August stand dann die zweite Mannschaftsprüfung, der Grand Prix Spécial, an. Hier durften noch die besten sechs Equipen antreten sowie die besten acht weiteren, nicht über ihre Mannschaften qualifizierten Reiter.
Die Mannschaftsprüfungen dienten auch als Qualifikationsprüfung für die Einzelentscheidung. Diese fiel in der Grand Prix Kür, für die noch die 18 besten Teilnehmer des Grand Prix Spécial startberechtigt waren. Die Kür wurde am 15. August zwischen 10 und 14 Uhr ausgetragen.
Die zwei russischen Einzelstarterinnen wurden vom Weltpferdesportverband FEI nicht gesperrt, siehe Olympische Sommerspiele 2016/Teilnehmer (Russland)#Reiten.

### Mannschaftswertung
Bereits am ersten Tag des Grand Prix, mit der ersten Reiterin, musste die niederländische Mannschaft den Verlust ihres Streichergebnisses hinnehmen. Adelinde Cornelissens Wallach Parzival hatte am Vortag nach einem Insekten- oder Spinnenstich Fieber bekommen. Daher bekam er (nicht doping-/medikationsrelevante) Infusionen. Da Madeleine Witte-Vrees und Danielle Heijkoop ihre Nominierung als Ersatzreiter im Vorfeld der Olympischen Spiele abgelehnt hatten, stand kein Ersatzpaar zur Verfügung. Die Tierärzte hatten am Grand-Prix-Tag keine Bedenken gegen einen Start von Parzival. In der Prüfung war der 19-jährige Wallach jedoch schlapp und schob mehrmals die Zunge aus dem Maul. Adelinde Cornelissen gab daher auf. Mit Ergebnissen im 75- und 76-Prozent-Bereich kamen die Niederlande in Grand Prix auf den vierten Rang.
Die Abstände zwischen den Equipen auf den Plätzen eins bis vier waren bereits nach dem Grand Prix deutlich: Der Durchschnitt der Niederländer lag fast ein Prozent und dem der US-Amerikaner, die wiederum deutlich hinter den Briten (mit einem Schnitt von über 79 Prozent) lagen. Ungefährdet auf dem Spitzenrang der Zwischenwertung fand sich Deutschland mit einem Durchschnitt von über 81 Prozent. Selbst das Streichergebnis der Equipen, Sönke Rothenbergers 77,329 Prozent, stellte noch das siebent beste Ergebnis aller Reiter im Grand Prix von Rio de Janeiro dar.
Im Grand Prix Spécial mussten die Niederländer vorlegen, die drei bis hierhin führenden Nationen stellten im Wechsel die 12 letzten Starter der Prüfung. Erward Gal als erster Starter für die Niederlande wurde mit Voice von den Richtern überwiegend mit Noten im 7er Bereich bedacht; die Grußaufstellungen zu Beginn und am Ende der Prüfung, der versammelte Galopp und die Zweierwechsel senkten seine Note auf 73,655 %. Seine Mannschaftskollegen konnten den Tagesdurchschnitt noch auf 74,991 Prozent erhöhen. Mit für ihr eigenes Niveau eher schwächeren Ritten von Kasey Perry-Glass und Steffen Peters fielen die US-Amerikaner zwischenzeitlich hinter die Niederlande zurück. Mit individuellem Bestergebnis in einem international ausgeschriebenen Grand Prix Spécial von Laura Graves und Verdades (80,644 %) erhöhte sich das Ergebnis der Vereinigten Staaten nochmals spürbar und sicherte ihnen die Bronzemedaille.
Die deutschen Reiter bestätigten ihre Leistungen des Vortags: Sönke Rothenberger kam mit Cosmo trotz deutlicher Abzüge bei den Einer- und Zweierwechseln sowie im starken Galopp auf über 76 Prozent, Dorothee Schneider auf über 82 Prozent und auch Kristina Bröring-Sprehe auf über 81 Prozent. Isabell Werths Stute Weihegold OLD erreichte ihr bestes internationales Ergebnis in einem Grand Prix Spécial, 83,711 Prozent. Direkt nach ihr, als letztes Starterpaar, traten Charlotte Dujardin und Valegro an. Bereits kurz nach Beginn der Aufgabe leistete Dujardin sich einen Fehler, Valegro galoppierte anstelle der Linkstraversale an. Ein weiterer Fehler in den Zweierwechseln führte dazu, dass ihr ansonsten sehr hoch bewerteter Ritt auf ein Ergebnis von 82,983 Prozent kam. Damit stand der Sieg der deutschen Mannschaft und die Silbermedaille für die britische Equipe fest.

#### Zwischenergebnis (Grand Prix de Dressage)
| Platz                                          | Land               | Reiter und Pferde                                    | Prozent      |
| Platz                                          | Land               | Reiter und Pferde                                    | Grand Prix   |
| 1                                              | Deutschland        | Deutschland                                          | ⌀ 81,295     |
| ---------------------------------------------- | ------------------ | ---------------------------------------------------- | ------------ |
|                                                |                    | Sönke Rothenberger mit Cosmo                         | (77,329)     |
| Dorothee Schneider mit Showtime FRH            | 80,986             |                                                      |              |
| Kristina Bröring-Sprehe mit Desperados FRH     | 82,257             |                                                      |              |
| Isabell Werth mit Weihegold OLD                | 80,643             |                                                      |              |
| 2                                              | Großbritannien     | Großbritannien                                       | ⌀ 79,252     |
|                                                |                    | Spencer Wilton mit Super Nova II                     | (72,686)     |
| Fiona Bigwood mit Orthilia                     | 77,157             |                                                      |              |
| Carl Hester mit Nip Tuck                       | 75,529             |                                                      |              |
| Charlotte Dujardin mit Valegro                 | 85,071             |                                                      |              |
| 3                                              | Vereinigte Staaten | Vereinigte Staaten                                   | ⌀ 76,971     |
|                                                |                    | Allison Brock mit Rosevelt                           | (72,686)     |
| Kasey Perry-Glass mit Dublet                   | 75,229             |                                                      |              |
| Steffen Peters mit Legolas                     | 77,614             |                                                      |              |
| Laura Graves mit Verdades                      | 78,071             |                                                      |              |
| 4                                              | Niederlande        | Niederlande                                          | ⌀ 76,043     |
|                                                |                    | Adelinde Cornelissen mit Parzival                    | (aufgegeben) |
| Edward Gal mit Voice                           | 75,271             |                                                      |              |
| Diederik van Silfhout mit Arlando              | 75,900             |                                                      |              |
| Hans Peter Minderhoud mit Johnson              | 76,957             |                                                      |              |
| 5                                              | Schweden           | Schweden                                             | ⌀ 75,319     |
|                                                |                    | Mads Hendeliowitz mit Jimmy Choo Seq                 | (71,771)     |
| Juliette Ramel mit Buriel                      | 74,943             |                                                      |              |
| Patrik Kittel mit Deja                         | 74,586             |                                                      |              |
| Tinne Vilhelmson Silfvén mit Don Auriello      | 76,429             |                                                      |              |
| 6                                              | Dänemark           | Dänemark                                             | ⌀ 74,276     |
|                                                |                    | Anders Dahl mit Selten                               | (69,900)     |
| Agnete Kirk Thinggaard mit Jojo                | 72,229             |                                                      |              |
| Cathrine Dufour mit Cassidy                    | 76,657             |                                                      |              |
| Anna Kasprzak mit Donnperignon                 | 73,943             |                                                      |              |
| 7                                              | Spanien            | Spanien                                              | ⌀ 74,029     |
|                                                |                    | Claudio Castilla Ruiz mit Alcaide                    | (69,814)     |
| José Daniel Martin Dockx mit Grandioso         | 70,829             |                                                      |              |
| Severo Jurado López mit Lorenzo                | 76,429             |                                                      |              |
| Beatriz Ferrer-Salat mit Delgado               | 74,829             |                                                      |              |
| 8                                              | Frankreich         | Frankreich                                           | ⌀ 71,914     |
|                                                |                    | Ludovic Henry mit After You                          | 69,214       |
| Stéphanie Brieussel mit Amorak                 | (65,114)           |                                                      |              |
| Pierre Volla mit Badinda Altena                | 71,500             |                                                      |              |
| Karen Tebar mit Don Luis                       | 75,029             |                                                      |              |
| 9                                              | Australien         | Australien                                           | ⌀ 69,576     |
|                                                |                    | Suzanne Hearn mit Remmington                         | (65,343)     |
| Mary Hanna mit Boogie Woogie                   | 69,643             |                                                      |              |
| Lyndal Oatley mit Sandro Boy                   | 70,186             |                                                      |              |
| Kristy Oatley mit Du Soleil                    | 68,900             |                                                      |              |
| 10                                             | Brasilien          | Brasilien                                            | ⌀ 67,562     |
|                                                |                    | Pedro Manuel Tavares de Almeida mit Xaparro do Vouga | (65,714)     |
| Giovanna Prado Pass mit Zingaro de Lyw         | 67,700             |                                                      |              |
| Luiza Tavares de Almeida mit Vendaval          | 66,914             |                                                      |              |
| João Victor Marcari Oliva mit Xamã dos Pinhais | 68,071             |                                                      |              |
| 11                                             | Japan              | Japan                                                | ⌀ 67,486     |
|                                                |                    | Akane Kuroki mit Toots                               | 66,900       |
| Kiichi Haradi mit Egistar                      | 68,286             |                                                      |              |
| Masanao Takahasi mit Fabriano                  | (62,986)           |                                                      |              |
| Yuko Kitai mit Don Lorean                      | 67,271             |                                                      |              |

#### Endergebnis

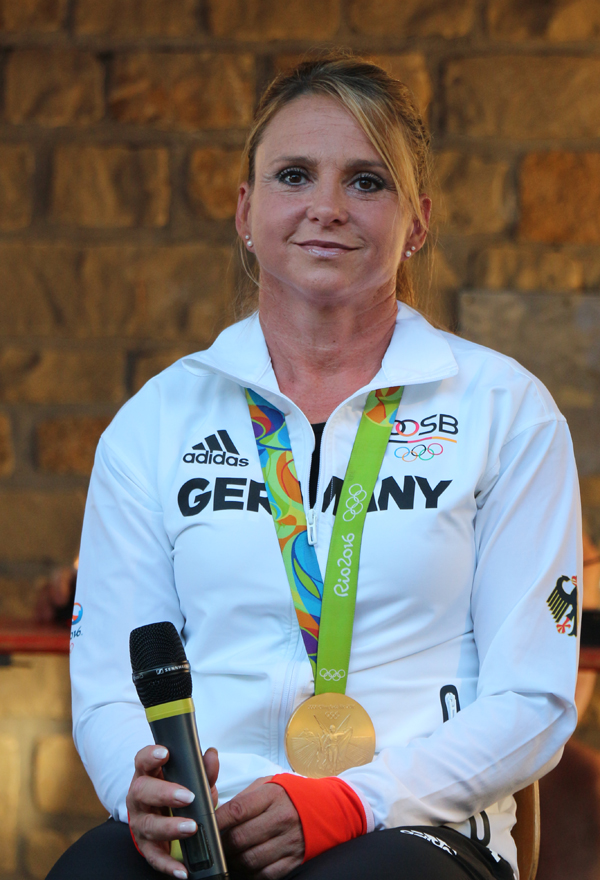
Dorothee Schneider

Nur die sechs bestplatzierten Mannschaften im Grand Prix de Dressage qualifizierten sich für den Grand Prix Spécial.
| Platz                                      | Land               | Reiter und Pferde                    | Prozent      | Prozent    | Prozent      |
| Platz                                      | Land               | Reiter und Pferde                    | Grand Prix   | GP Spécial | Durchschnitt |
| 1                                          | Deutschland        | Deutschland                          | ⌀ 81,295     | ⌀ 82,577   | 81,936       |
| ------------------------------------------ | ------------------ | ------------------------------------ | ------------ | ---------- | ------------ |
|                                            |                    | Sönke Rothenberger mit Cosmo         | (77,329)     | (76,261)   |              |
| Dorothee Schneider mit Showtime FRH        | 80,986             | 82,619                               |              |            |              |
| Kristina Bröring-Sprehe mit Desperados FRH | 82,257             | 81,401                               |              |            |              |
| Isabell Werth mit Weihegold OLD            | 80,643             | 83,711                               |              |            |              |
| 2                                          | Großbritannien     | Großbritannien                       | ⌀ 79,252     | ⌀ 77,937   | 78,595       |
|                                            |                    | Spencer Wilton mit Super Nova II     | (72,686)     | (73,613)   |              |
| Fiona Bigwood mit Orthilia                 | 77,157             | 74,342                               |              |            |              |
| Carl Hester mit Nip Tuck                   | 75,529             | 76,485                               |              |            |              |
| Charlotte Dujardin mit Valegro             | 85,071             | 82,983                               |              |            |              |
| 3                                          | Vereinigte Staaten | Vereinigte Staaten                   | ⌀ 76,971     | ⌀ 76,363   | 76,667       |
|                                            |                    | Allison Brock mit Rosevelt           | (72,686)     | 73,824     |              |
| Kasey Perry-Glass mit Dublet               | 75,229             | (73,235)                             |              |            |              |
| Steffen Peters mit Legolas                 | 77,614             | 74,622                               |              |            |              |
| Laura Graves mit Verdades                  | 78,071             | 80,644                               |              |            |              |
| 4                                          | Niederlande        | Niederlande                          | ⌀ 76,043     | ⌀ 74,991   | 75,517       |
|                                            |                    | Adelinde Cornelissen mit Parzival    | (aufgegeben) | –          |              |
| Edward Gal mit Voice                       | 75,271             | 73,655                               |              |            |              |
| Diederik van Silfhout mit Arlando          | 75,900             | 76,092                               |              |            |              |
| Hans Peter Minderhoud mit Johnson          | 76,957             | 75,224                               |              |            |              |
| 5                                          | Schweden           | Schweden                             | ⌀ 75,319     | ⌀ 74,370   | 74,845       |
|                                            |                    | Mads Hendeliowitz mit Jimmy Choo Seq | (71,771)     | (71,681)   |              |
| Juliette Ramel mit Buriel                  | 74,943             | 72,045                               |              |            |              |
| Patrik Kittel mit Deja                     | 74,586             | 73,866                               |              |            |              |
| Tinne Vilhelmson Silfvén mit Don Auriello  | 76,429             | 77,199                               |              |            |              |
| 6                                          | Dänemark           | Dänemark                             | ⌀ 74,276     | ⌀ 74,346   | 74,311       |
|                                            |                    | Anders Dahl mit Selten               | (69,900)     | (71,232)   |              |
| Agnete Kirk Thinggaard mit Jojo            | 72,229             | 72,465                               |              |            |              |
| Cathrine Dufour mit Cassidy                | 76,657             | 76,050                               |              |            |              |
| Anna Kasprzak mit Donnperignon             | 73,943             | 74,524                               |              |            |              |

### Einzelwertung
Obwohl für die Einzelwertung der besten 18 Reiter ausschließlich anhand des Ergebnisses der Grand Prix Kür ermittelt wurde, ließen die Ergebnisse der Mannschaftsprüfungen eine spannende Entscheidung um die Einzelmedaillen erwarten: Während Charlotte Dujardin mit Valegro im Grand Prix noch ungefährdet in Führung lag, kam sie im Grand Prix Spécial lediglich auf den zweiten Rang. Im Grand Prix Spécial betrug der Abstand zwischen bestplatzierter und drittplatzierter Reiterin nur gut ein Prozent, fünf Reiter kamen mit ihren Pferden auf Resultate von über 80 Prozent.
Obwohl er im Grand Prix Spécial auf den zehnten Rang kam, war Sönke Rothenberger als vierter deutscher Reiter in der Grand Prix Kür nicht startberechtigt, da hier nur drei Reiter pro Nation zugelassen waren.
Die Prüfung wurde von Steffen Peters eröffnet, der bei seinen vierten Olympischen Spielen im Grand Prix Spécial mit Legolas nur auf 74,622 % gekommen war. In der Grand Prix Kür zeigten sich beide nach zwei Tagen Prüfungspause besser und kamen auf ein Ergebnis von über 79 Prozent, was ihn längere Zeit die Führung brachte. Ihnen die Führung abnehmen konnte der erste Starter des zweiten Drittels der Prüfung, Hans Peter Minderhoud mit seinem Hengst Johnson (80,571 %). Insgesamt bewerteten die Richter zehn Reiter mit ihren Pferden mit Noten von über 80 Prozent.
Verdient eine der höchsten Noten seiner Karriere (82,553 %) erhielt der Wallach Nip Tuck, vorgestellt von Carl Hester. Die Entscheidung um die Medaille fiel dann im letzten Drittel des Starterfelds: Hier ging zunächst Kristina Bröring-Sprehe mit Desperados FRH in das Viereck. Nachträglich gab Bröring-Sprehe an, dass am Ende war die Luft etwas raus sei und Desperados das heiße Wetter zu schaffen machte. Ohne wirkliche Schwächen überzeugten beide trotzdem die Richter und wurden mit 87,142 Prozent belohnt. Direkt nach ihr stand der Start der Titelverteidiger an: Charlotte Dujardin und Valegro bekamen für ihre Kür von den Richtern diverse Noten im 9er und 10er Bereich, was ihnen eine B-Note von 97,714 Prozent und ein Gesamtergebnis von 93,857 Prozent einbrachte.
Nach Dujardin versuchte Dorothee Schneider mit dem erst zehnjährigen Wallach Showtime FRH anzugreifen. Beide glänzten in ihrer Paradelektion, der Passage, wo sie von drei der sieben Richter eine 10 als Note bekamen. Dennoch schlichen sich zu viele Fehler ein, so dass am Ende ein Gesamtergebnis von 82,946 % feststand und somit eine erhoffte Einzelmedaille nicht mehr erreichbar war. Severo Jesus Jurado López schob sich als nächster Starter vor sie, der Reiter brachte das Publikum mit Lorenzo zum Jubeln, das Ergebnis von (nur) 83,553 Prozent ließ jedoch auch Buhrufe im Publikum aufkommen. Noch mehr überzeugen konnte bei den Richtern die 29-jährige US-Amerikanerin Laura Graves, die mit Verdades zwar bei ihrer Benotung nur eine einzige 10 erhielt, doch ihre beständig (sehr) guten Leistungen führten zu einer Gesamtbewertung von 85,196 Prozent. Als letztes Paar gingen Isabell Werth und Weihegold OLD in das Dressurviereck. Auch hier gab es beständig hohe und höchste Noten, die eine Wertung von 89,071 ergaben und damit den Silbermedaillerang der Einzelwertung. Für Werth war dies die zehnte Medaille bei Olympischen Spielen, während für Charlotte Dujardin und Valegro damit die Titelverteidigung feststand.
| Rang | Reiter                   | Pferd            | Prozent    | Prozent    | Prozent        | Prozent        | Prozent        |
| Rang | Reiter                   | Pferd            | Grand Prix | GP Spécial | Grand Prix Kür | Grand Prix Kür | Grand Prix Kür |
| Rang | Reiter                   | Pferd            | Grand Prix | GP Spécial | A-Note         | B-Note         | Ergebnis       |
| ---- | ------------------------ | ---------------- | ---------- | ---------- | -------------- | -------------- | -------------- |
| 1    | Charlotte Dujardin       | Valegro          | (85,071)   | (82,983)   | 90,000         | 97,714         | 93,857         |
| 2    | Isabell Werth            | Weihegold OLD    | (80,643)   | (83,711)   | 85,286         | 92,857         | 89,071         |
| 3    | Kristina Bröring-Sprehe  | Desperados FRH   | (82,257)   | (81,401)   | 83,714         | 90,571         | 87,142         |
| 4    | Laura Graves             | Verdades         | (78,071)   | (80,644)   | 81,964         | 88,429         | 85,196         |
| 5    | Severo Jurado López      | Lorenzo          | (76,429)   | (77,479)   | 79,964         | 87,286         | 83,625         |
| 6    | Dorothee Schneider       | Showtime FRH     | (80,986)   | (82,619)   | 79,607         | 86,286         | 82,946         |
| 7    | Carl Hester              | Nip Tuck         | (75,529)   | (76,485)   | 79,107         | 86,000         | 82,553         |
| 8    | Tinne Vilhelmson Silfvén | Don Auriello     | (76,429)   | (77,199)   | 78,393         | 84,714         | 81,553         |
| 9    | Hans Peter Minderhoud    | Johnson          | (76,957)   | (75,224)   | 78,000         | 83,143         | 80,571         |
| 10   | Beatriz Ferrer-Salat     | Delgado          | (74,829)   | (76,863)   | 76,893         | 83,429         | 80,161         |
| 11   | Diederik van Silfhout    | Arlando          | (75,900)   | (76,092)   | 77,214         | 81,857         | 79,535         |
| 12   | Steffen Peters           | Legolas          | (77,614)   | (74,622)   | 76,500         | 82,286         | 79,393         |
| 13   | Cathrine Dufour          | Cassidy          | (76,657)   | (76,050)   | 75,000         | 81,286         | 78,143         |
| 14   | Anna Kasprzak            | Donnperignon     | (73,943)   | (74,524)   | 74,821         | 79,143         | 76,982         |
| 15   | Allison Brock            | Rosevelt         | (72,686)   | (73,824)   | 74,464         | 77,857         | 76,160         |
| 16   | Patrik Kittel            | Deja             | (74,586)   | (73,866)   | 73,750         | 78,286         | 76,018         |
| 17   | Fiona Bigwood            | Orthilia         | (77,157)   | (74,342)   | 74,179         | 77,857         | 76,018         |
| 18   | Judy Reynolds            | Vancouver K      | (74,700)   | (74,090)   | 72,250         | 79,143         | 75,696         |
| 19   | Sönke Rothenberger       | Cosmo            | (77,329)   | 76,261     |                |                |                |
| 20   | Edward Gal               | Voice            | (75,271)   | 73,655     |                |                |                |
|      | ...                      |                  |            |            |                |                |                |
| 24   | Marcela Krinke Susmelj   | Molberg          | (72,700)   | 72,885     |                |                |                |
| 25   | Karen Tebar              | Don Luis         | (75,029)   | 72,773     |                |                |                |
|      | ...                      |                  |            |            |                |                |                |
| 34   | Victoria Max-Theurer     | Della Cavalleria | 71,129     |            |                |                |                |
|      | ...                      |                  |            |            |                |                |                |
| 57   | Christian Zimmermann     | Aramis           | 63,271     |            |                |                |                |

Anmerkung:
- Die eingeklammerten Ergebnisse zählen nicht für das Ergebnis der Einzelwertung und sind nur der Vollständigkeit halber aufgeführt.
- Bei Notengleichheit wird der Reiter mit der besseren B-Note auf dem höheren Rang geführt.

## Springen

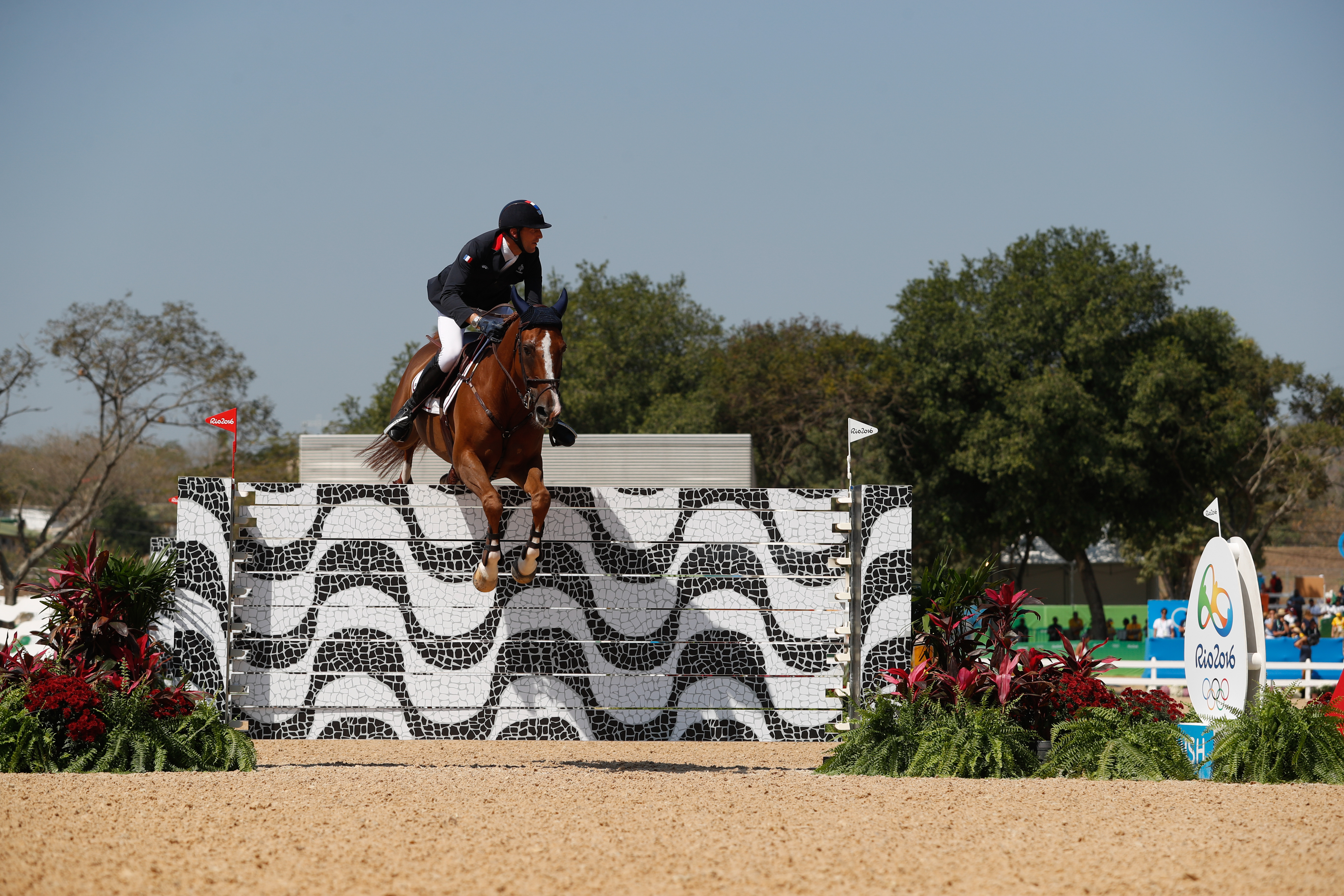
Plankenhindernis, dekoriert mit dem Wellenmuster der Strandpromenade der Copacabana

Das Programm der Springreiter startete mit der ersten Qualifikation zur Einzelwertung. Hierbei handelte es sich anders als bei den übrigen internationalen Championaten nicht um eine Zeitspringprüfung, sondern um eine Springprüfung nach Fehlern, bestehend aus einem Umlauf. Diese Prüfung wurde am 14. August 2016 zwischen 10:00 Uhr und 13:45 Uhr durchgeführt.
Am 16. und 17. August stand die zweite Prüfung an: Hierbei handelte es sich zugleich um die zweite Qualifikation zur Einzelwertung und um die Mannschaftsentscheidung. Die Mannschaften treten hierbei, wie in Nationenpreisen üblich, in einer Springprüfung mit zwei Umläufen an. Im Gegensatz zu normalen Nationenpreisen handelte es sich hierbei jedoch um zwei unterschiedliche Umläufe, je ein Umlauf pro Tag wurde durchgeführt.
Jede Mannschaft bestand aus bis zu vier Reitern und ihren Pferden; die Ergebnisse der besten drei Reiter pro Mannschaft und Umlauf zählten für das Mannschaftsergebnis. Den zweiten Umlauf der Prüfung erreichten die besten acht Equipen des ersten Umlaufs. Bei Punktgleichheit auf einem der Medaillenränge sah das Reglement ein Stechen vor. In diesem gingen nochmals alle Reiter der betroffenen Mannschaften in einem verkürzten Parcours an den Start.
Da diese Prüfung auch für die Qualifikation zum Einzelfinale zählt, dürften hier im ersten Umlauf auf jeden Fall die besten 60 Teilnehmer der ersten Einzelqualifikation teilnehmen, unabhängig davon, ob sie Teil einer Mannschaft waren. Gleiches galt im zweiten Umlauf der Prüfung für die nun besten 45 Reiter der Einzelwertung.
Zehn Reiter weniger waren für den letzten Tag der Einzelwertung startberechtigt. Am 19. August 2016 traten die Teilnehmer ab 10 Uhr Ortszeit in einer zweiten Springprüfung mit zwei Umläufen an. Alle bis hierhin gesammelten Strafpunkte wurden vor der Prüfung gestrichen, so dass alle Teilnehmer mit gleichen Ausgangsbedingungen starteten. Im zweiten Umlauf am gleichen Tag durften die 20 besten Reiter des ersten Umlaufs nochmals an den Start gehen. Bei Strafpunktgleichheit auf einem der Medaillenränge nach diesen beiden Umläufen war ein Stechen vorgesehen.

### Erste Qualifikation
Die erste Qualifikationsprüfung stellte für die meisten Reiter nur eine erste Formüberprüfung dar. Fehlerschwerpunkte des Parcours waren die Schlusslinie (Zweifache Kombination mit einer anschließenden Distanz zum letzten Hindernis) sowie, insbesondere zu Beginn des Starterfelds, der Wassergraben.
Die Prüfung diente in der Einzelwertung dazu, das Starterfeld von 75 auf 60 Reiter zu reduzieren, für den Nationenpreis wurde anhand der Ergebnisse dieser Springprüfung die Startreihenfolge ermittelt. Die Ergebnisse der Reiter aus dieser Prüfung werden jedoch nicht für die Mannschaftswertung übernommen. Von dieser Regelung profitierte insbesondere die Equipe der Ukraine, die trotz des Sturzes von Cassio Rivetti und des Ausscheidens von Ferenc Szentirmai nach zweiter Verweigerung im Nationenpreis mit vier Reiter an den Start gehen kann. Aber auch bei anderen Nationen lief es nicht für alle Mannschaftsreiter wie gewünscht: Pénélope Leprevost (Frankreich) stürzte, kurz nachdem ihre Stute Flora de Mariposa nach einem Sprung unglücklich aufgekommen war. Jur Vrieling (Niederlande) schied auch aus, nachdem sein Pferd Zirocco Blue zum zweiten Mal verweigerte. Obendrein wurde Vrieling (für die Einzelwertung) aufgrund übermäßigen Gerteneinsatzes disqualifiziert. Ebenso disqualifiziert wurde der nur als Einzelreiter gestartete Nicola Philippaerts aufgrund übermäßigen Sporengebrauchs.
Neben den vorgenannten Teilnehmern gehörten auch Rolf-Göran Bengtsson und Daniel Bluman (jeweils 16 Strafpunkte) nicht zu den besten 60 Reitern. Überraschend auch das Ergebnis von 24 Strafpunkten von Emanuele Gaudiano mit Caspar. Dieses schlechteste Ergebnis aller beendeten Ritte brachte ihn auf den 67. Rang der Einzelwertung.

### Mannschaftswertung

#### Nationenpreis, erster Tag
Der erste Umlauf des Nationenpreis war weniger anspruchsvoll, als dies bei der Parcoursbegehung noch erwartet wurde. Der deutsche Bundestrainer Otto Becker bewertete den Parcours nach Beendigung der Prüfung als „schwer in den Abmessungen, aber technisch zu leicht.“
Gleich vier Mannschaften (Brasilien, Deutschland, den Niederlanden und den Vereinigten Staaten) gelang es, dass drei ihrer vier Reiter ohne Strafpunkte blieben. Diese Equipen starten somit am zweiten Tag des Nationenpreises ohne Fehler. Ähnlich gut lief es für Frankreich, nur einen Zeitstrafpunkt erhielten die Franzosen am ersten Tag. Ein Mannschaftsergebnis von maximal acht Strafpunkten war erforderlich, um zu den acht besten Mannschaften zu gehören und damit am zweiten Nationenpreistag starten zu dürfen. Dies gelang neben den genannten Nationen auch Kanada, Schweden und der Schweiz.
Damit schieden mit einem Mannschaftsergebnis von 13 Strafpunkten die Goldmedaillengewinner von London 2012, Großbritannien, aus. Erneut konsequent zeigten sich die Offiziellen, die je einen Mannschaftsreiter der Brasilianer (Stephan de Freitas Barcha) und der Ukrainer (Cassio Rivetti) aufgrund kleiner Sporenverletzungen disqualifizierten.
| Platz | Land               | Strafpunkte | Strafpunkte | Strafpunkte | Strafpunkte |
| Platz | Land               | 1. Umlauf   |             |             |             |
| 1     | Vereinigte Staaten | 0           |             |             |             |
| 1     | Niederlande        | 0           |             |             |             |
| 1     | Deutschland        | 0           |             |             |             |
| 1     | Brasilien          | 0           |             |             |             |
| 5     | Frankreich         | 1           |             |             |             |
| 6     | Kanada             | 4           |             |             |             |
| 7     | Schweden           | 8           |             |             |             |
| 7     | Schweiz            | 8           |             |             |             |
| ----- | ------------------ | ----------- | ----------- | ----------- | ----------- |

#### Endstand

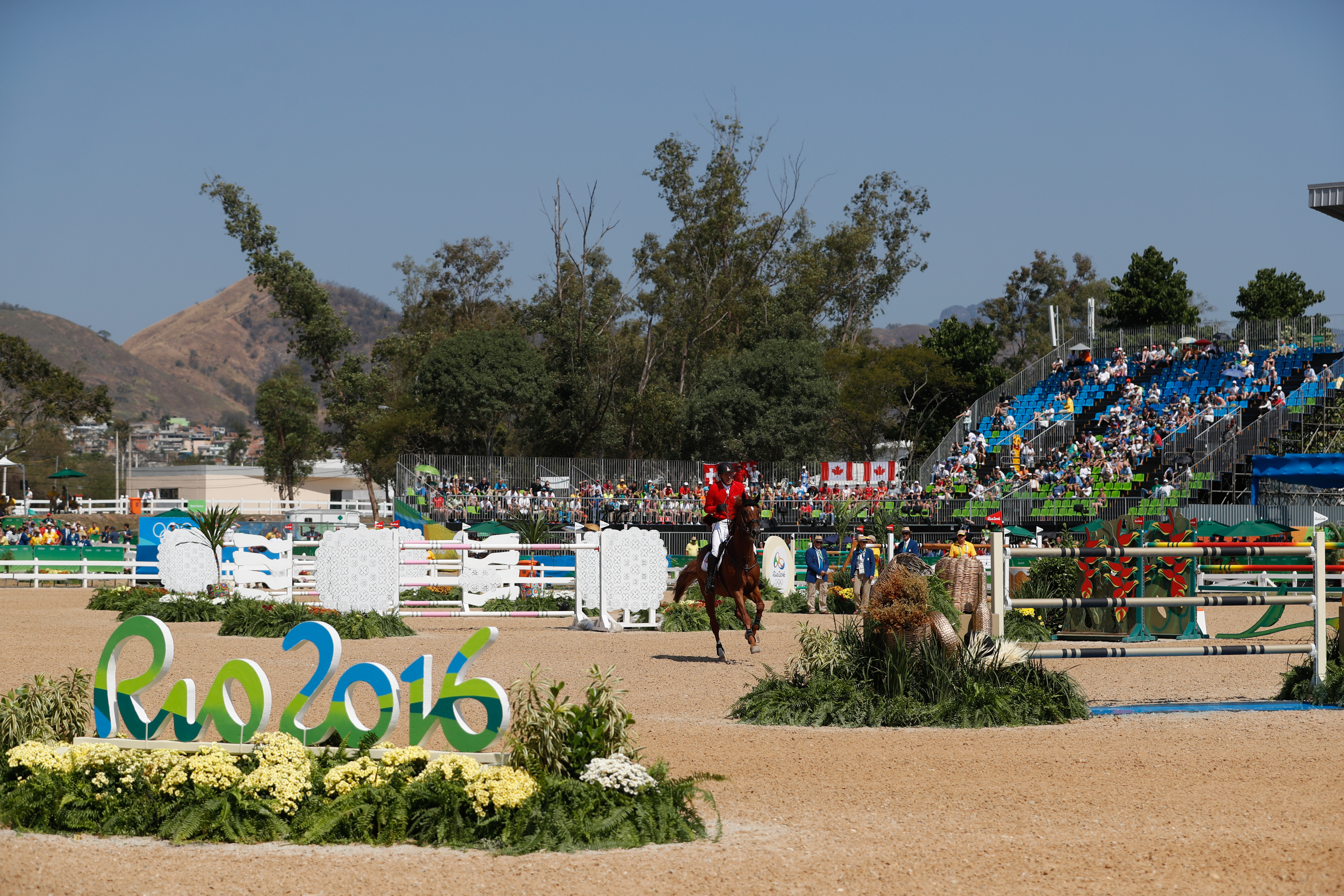
Ludger Beerbaum hat mit Casello die dreifache Kombination überwunden und reitet auf das vorletzte Hindernis zu.

Der Parcours des zweiten Tages war deutlich anspruchsvoller. Zu Fehlern kam es über den ganzen Parcours verteilt. Herausfordernd für die Reiter waren die zum Ende des Parcours hin stehende Dreifache Kombination (Oxer – Steilsprung – Oxer) sowie die eng bemessene erlaubte Zeit, die einige Fehler am abschließenden Oxer verursachte. Ungewöhnlich war auch eine zweifache Kombination, gebildet aus zwei mauerähnlichen Plankensprüngen, die mit dem Wellenmuster der Strandpromenade der Copacabana dekoriert waren.
Gleich drei der acht Mannschaften gingen nur noch mit drei Reitern in den zweiten Tag des Nationenpreises und hatten somit kein Streichergebnis zur Verfügung: Brasilien durch die Disqualifikation von Stephan de Freitas Barcha, die Niederlande durch den Startverzicht von Jur Vrieling (sein Pferd Zirocco Blue hatte bei beiden bisher bestrittenen Ritten den Parcours aufgrund von Verweigerungen nicht beendet) sowie die Vereinigten Staaten (Startverzicht von Beezie Madden aufgrund einer Sehnenverletzung von Cortes‘C’).
Am besten meisterten die Franzosen diesen Umlauf: Die drei ersten Mannschaftsreiter kamen auf insgesamt nur zwei Zeitstrafpunkte. Da die Vereinigten Staaten mit ihren ersten beiden Reitern schon fünf Strafpunkte gesammelt hatten und die anderen Nationen auch bereits eine höhere Zahl von Strafpunkten hinnehmen mussten, stand bereits nach dem Ritt von Roger-Yves Bost (dem dritten französischen Reiter) fest, dass Frankreich die Mannschaftsgoldmedaille sicher hat. Der nachfolgende fehlerfreie Ritt von McLain Ward brachte auch die Entscheidung um die Silbermedaille, die den Vereinigten Staaten damit nicht mehr zu nehmen war.
Die Entscheidung um Bronze wurde in der Runde der vierten Reiter einer jeden Mannschaft zu einem Dreikampf: Die Kanadier mussten vorlegen, ein Ritt ohne Fehler durch Eric Lamaze und Fine Lady brachte Kanada auf ein Gesamtergebnis von acht Strafpunkte. Dies konnte auch Brasilien erreichen, fünf Strafpunkte durch Pedro Veniss verhinderten jedoch die weitere Chance Brasiliens auf eine Mannschaftsmedaille.
Wie bereits am ersten Nationenpreistag, so hatte Deutschland auch am zweiten Tag des Nationenpreises den letzten Startplatz zugelost bekommen. Für die ersten drei deutschen Reiter lief es an diesem Tag nicht wie erwünscht, jeder von ihnen bekam vier Strafpunkte für einen Hindernisfehler. Meredith Michaels-Beerbaum war mit Fibonacci zudem knapp zu langsam gewesen und erhielt daher einen Zeitstrafpunkt obendrauf. Um wie Kanada auf acht Strafpunkte gesamt zu kommen, musste daher Ludger Beerbaum, der bisher keinen fehlerfreien Ritt in Rio de Janeiro hatte, fehlerfrei bleiben. Wie bereits oft in seiner Karriere war er der vierte Reiter im Nationenpreis. Mit Casello hielt er dem Druck stand und kam ohne Fehler in das Ziel. Damit wurde ein Stechen um Bronze erforderlich.
Im Stechen bekam Yann Candele als erster Starter vier Strafpunkte, Christian Ahlmann blieb mit Taloubet Z fehlerfrei. An den zweiten Startplätzen gesetzt, kamen Tiffany Foster und Meredith Michaels-Beerbaum jeweils ohne Fehler durch das Stechen. Amy Millar unterlief mit Heros ein Hindernisfehler. Damit hatte Daniel Deußer die Möglichkeit, bereits als dritter Reiter der deutschen Equipe die Entscheidung herbeizuführen. Bei seinen ersten Olympischen Spielen blieb er mit First Class ohne Fehler im Stechparcours, die deutsche Springreitermannschaft gewann damit erstmals seit 2004 wieder eine olympische Mannschaftsmedaille.
| Platz                                               | Land               | Reiter und Pferde                           | Strafpunkte       | Strafpunkte | Strafpunkte | Strafpunkte |
| Platz                                               | Land               | Reiter und Pferde                           | 1. Umlauf         | 2. Umlauf   | Gesamt      | Stechen     |
| 1                                                   | Frankreich         | Frankreich                                  | 1                 | 2           | 3           |             |
| --------------------------------------------------- | ------------------ | ------------------------------------------- | ----------------- | ----------- | ----------- | ----------- |
|                                                     |                    | Philippe Rozier mit Rahotep de Toscane      | (4)               | 1           |             |             |
| Kevin Staut mit Reveur de Hurtebise                 | 0                  | 0                                           |                   |             |             |             |
| Roger-Yves Bost mit Sydney Une Prince               | 1                  | 1                                           |                   |             |             |             |
| Pénélope Leprevost mit Flora de Mariposa            | 0                  | (nicht gestartet)                           |                   |             |             |             |
| 2                                                   | Vereinigte Staaten | Vereinigte Staaten                          | 0                 | 5           | 5           |             |
|                                                     |                    | Kent Farrington mit Voyeur                  | 0                 | 1           |             |             |
| Lucy Davis mit Barron                               | 0                  | 4                                           |                   |             |             |             |
| McLain Ward mit Azur                                | 0                  | 0                                           |                   |             |             |             |
| Beezie Madden mit Cortes‘C’                         | (8)                | (zurückgezogen)                             |                   |             |             |             |
| 3                                                   | Deutschland        | Deutschland                                 | 0                 | 8           | 8           | 0           |
|                                                     |                    | Christian Ahlmann mit Taloubet Z            | 0                 | 4           |             | 0           |
| Meredith Michaels-Beerbaum mit Fibonacci            | 0                  | (5)                                         |                   | 0           |             |             |
| Daniel Deußer mit First Class                       | 0                  | 4                                           |                   | 0           |             |             |
| Ludger Beerbaum mit Casello                         | (4)                | 0                                           |                   | –           |             |             |
| 4                                                   | Kanada             | Kanada                                      | 4                 | 4           | 8           | 8           |
|                                                     |                    | Yann Candele mit First Choice               | 0                 | 4           |             | 4           |
| Tiffany Foster mit Tripple X III                    | 4                  | 0                                           |                   | 0           |             |             |
| Amy Millar mit Heros                                | (5)                | (12)                                        |                   | 4           |             |             |
| Eric Lamaze mit Fine Lady                           | 0                  | 0                                           |                   | –           |             |             |
| 5                                                   | Brasilien          | Brasilien                                   | 0                 | 13          | 13          |             |
|                                                     |                    | Eduardo Menezes mit Quintol                 | 0                 | 4           |             |             |
| Stephan de Freitas Barcha mit Landpeter do Feroleto | (disqualifiziert)  | (–)                                         |                   |             |             |             |
| Álvaro Affonso de Miranda Neto mit Cornetto K       | 0                  | 4                                           |                   |             |             |             |
| Pedro Veniss mit Quabri de L’Isle                   | 0                  | 5                                           |                   |             |             |             |
| 6                                                   | Schweiz            | Schweiz                                     | 8                 | 7           | 15          |             |
|                                                     |                    | Janika Sprunger mit Bonne Chance            | 8                 | 1           |             |             |
| Romain Duguet mit Quorida de Treho                  | 0                  | 5                                           |                   |             |             |             |
| Martin Fuchs mit Clooney                            | 0                  | (5)                                         |                   |             |             |             |
| Steve Guerdat mit Nino des Buissonnets              | (8)                | 1                                           |                   |             |             |             |
| 7                                                   | Niederlande        | Niederlande                                 | 0                 | 18          | 18          |             |
|                                                     |                    | Jeroen Dubbeldam mit Zenith                 | 0                 | 5           |             |             |
| Maikel van der Vleuten mit Verdi                    | 0                  | 1                                           |                   |             |             |             |
| Harrie Smolders mit Emerald                         | 0                  | 12                                          |                   |             |             |             |
| Jur Vrieling mit Zirocco Blue                       | (ausgeschieden)    | (zurückgezogen)                             |                   |             |             |             |
| 7                                                   | Schweden           | Schweden                                    | 8                 | 10          | 18          |             |
|                                                     |                    | Malin Baryard-Johnsson mit Cue Channa       | 4                 | (17)        |             |             |
| Peder Fredricson mit All In                         | 0                  | 1                                           |                   |             |             |             |
| Henrik von Eckermann mit Yajamila                   | 4                  | 8                                           |                   |             |             |             |
| Rolf-Göran Bengtsson mit Unita                      | (4)                | 1                                           |                   |             |             |             |
| 9                                                   | Katar              | Katar                                       | 9                 |             |             |             |
|                                                     |                    | Hamad Ali Mohamed Al Attiyah mit Appagino   | (5)               |             |             |             |
| Ali bin Chalid Al Thani mit First Devision          | 4                  |                                             |                   |             |             |             |
| Ali Al Rumaihi mit Gunder                           | 1                  |                                             |                   |             |             |             |
| Bassem Hassan Mohammed mit Dejavu                   | 4                  |                                             |                   |             |             |             |
| 10                                                  | Argentinien        | Argentinien                                 | 10                |             |             |             |
|                                                     |                    | Ramiro Quintana mit Appy Cara               | 1                 |             |             |             |
| Bruno Passaro mit Chicago Z                         | (24)               |                                             |                   |             |             |             |
| Matías Albarracín mit Cannavaro                     | 1                  |                                             |                   |             |             |             |
| José Maria Larocca mit Cornet du Lys                | 8                  |                                             |                   |             |             |             |
| 11                                                  | Spanien            | Spanien                                     | 12                |             |             |             |
|                                                     |                    | Pilar Lucrecia Cordon mit Gribouille du Lys | 8                 |             |             |             |
| Manuel Fernandez Saro mit U Watch                   | 4                  |                                             |                   |             |             |             |
| Eduardo Álvarez Aznar mit Rokfeller de Pleville     | (ausgeschieden)    |                                             |                   |             |             |             |
| Sergio Álvarez Moya mit Carlo                       | 0                  |                                             |                   |             |             |             |
| 12                                                  | Großbritannien     | Großbritannien                              | 13                |             |             |             |
|                                                     |                    | Nick Skelton mit Big Star                   | 4                 |             |             |             |
| Ben Maher mit Tic Tac                               | 4                  |                                             |                   |             |             |             |
| Michael Whitaker mit Cassionato                     | 5                  |                                             |                   |             |             |             |
| John Whitaker mit Ornellaia                         | (23)               |                                             |                   |             |             |             |
| 13                                                  | Ukraine            | Ukraine                                     | 14                |             |             |             |
|                                                     |                    | Cassio Rivetti mit Fine Fleur du Marais     | (disqualifiziert) |             |             |             |
| Ulrich Kirchhoff mit Prince de la Mare              | 4                  |                                             |                   |             |             |             |
| Ferenc Szentirmai mit Chadino                       | 9                  |                                             |                   |             |             |             |
| René Tebbel mit Zipper                              | 1                  |                                             |                   |             |             |             |
| 13                                                  | Japan              | Japan                                       | 14                |             |             |             |
|                                                     |                    | Toshiki Masui mit Taloubetdarco             | 12                |             |             |             |
| Daisuke Fukushima mit Cornet                        | 1                  |                                             |                   |             |             |             |
| Reiko Takeda mit Bardolino                          | 1                  |                                             |                   |             |             |             |
| Taizō Sugitani mit Imothep                          | (12)               |                                             |                   |             |             |             |
| 13                                                  | Australien         | Australien                                  | 14                |             |             |             |
|                                                     |                    | Matthew Williams mit Valinski S             | 0                 |             |             |             |
| Scott Keach mit Fedor                               | (ausgeschieden)    |                                             |                   |             |             |             |
| Edwina Tops-Alexander mit Lintea Tequila            | 5                  |                                             |                   |             |             |             |
| James Paterson-Robinson mit Amarillo                | 9                  |                                             |                   |             |             |             |

### Einzelwertung

#### Zweite und dritte Qualifikation
Nachdem bereits in der ersten Qualifikation Favoriten wie Rolf-Göran Bengtsson und Pénélope Leprevost ausgeschieden waren, dünnten die zwei Umläufe des Nationenpreises (als zweite und dritte Qualifikation der Einzelwertung) das Starterfeld weiter aus. Im ersten Umlauf wurde die Anzahl der weiterhin für die Einzelwertung qualifizierten Reiter auf 45 gesenkt. Damit schieden zum Beispiel Beezie Madden (die aufgrund einer Verletzung ihres Pferdes ohnehin in Folge zurückzog), Malin Baryard-Johnsson und John Whitaker aus. Für letzteren lief dieser Umlauf extrem unglücklich: Nachdem er in der ersten Qualifikation noch fehlerfrei gewesen war, kam er hier mit Ornellaia gleich auf 23 Strafpunkte.
Nach dem zweiten Umlauf des Nationenpreises (dritte Qualifikation Einzelwertung) waren die Olympischen Spiele für zehn weitere Reiter beendet. Dies traf zum einen Reiter der Nationen, die bis hierhin noch alle vier Reiter in der Einzelwertung hatten. Da nur drei Reiter pro Nation im Einzelfinale zugelassen waren, schieden die viertplatzierten Reiter aus. Dies traf Ludger Beerbaum (18. Rang nach der dritten Qualifikation) und Janika Sprunger (23. Rang). Aufgrund seiner Platzierung schied hier Ulrich Kirchhoff aus. Mit dem erst zu Jahresbeginn übernommenen Wallach Prince de la Mare musste er im zweiten Umlauf des Nationenpreises 17 Strafpunkte hinnehmen.

#### Endergebnis
Vor dem Einzelfinale wurden die Ergebnisse der qualifizierten 35 Reiter auf Null zurückgesetzt. Ähnlich wie im Nationenpreis, so waren auch die zwei Umläufe im Einzelfinale von der Schwierigkeit her differenziert. Der erste Umlauf der Prüfung war bezogen auf das Niveau des verbliebenen Starterfelds eher weniger anspruchsvoll. Gleich dreizehn Reiter blieben mit ihren Pferden ohne Fehler, zwei weitere leisteten sich nur einen Zeitstrafpunkt. Mit viel Engagement gestartet, fand Meredith Michaels-Beerbaum mit Fibonacci keine passende Distanz zum ersten Hindernis. Ihr Wallach sprang noch ab, landete mit der Hinterhand jedoch im Hindernis. Beide blieben unverletzt, dennoch gab Michaels-Beerbaum nach dem zweiten Hindernis auf.
Beide Umläufe fanden an einem Tag statt, zwischen den Umläufen fand jedoch eine Pause im Umfang von etwa 90 Minuten statt. Der zweite Umlauf des Einzelfinals wurde entsprechend dem Ergebnis des ersten Umlauf anspruchsvoller gestaltet und auch die erlaubte Zeit bewusst knapp ausgewählt. Das Reglement sah vor, dass sich für diesen Umlauf noch die besten 20 Reiter des ersten Umlaufs qualifizieren. Da bei den Olympischen Spielen außerhalb von Stechen die Zeit jedoch nicht in die Ergebnisse eingingen und etliche Reiter mit vier Strafpunkten gemeinsam auf dem 16. Rang der Zwischenwertung lagen, erhöhte sich das Starterfeld hier auf 26 Teilnehmer mit ihren Pferden.
Obwohl der Parcours den Teilnehmern volle Konzentration abverlangte und fünf Reiter auch auf mehr als 12 Strafpunkte kamen, gelang sechs Teilnehmern ein zweiter fehlerfreier Ritt an diesem Tag und damit der Einzug in das Stechen. Jeweils einen Hindernisfehler bekamen die zwei verbliebenen für Deutschland startenden Reiter (Christian Ahlmann und Daniel Deußer), Martin Fuchs sowie der bis hierhin in allen Springparcours von Rio de Janeiro ohne Hindernisfehler gebliebene René Tebbel. „Pechvogel“ des zweiten Umlaufs war Jeroen Dubbeldam, der ohne Springfehler in das Ziel kam, den Einzug in das Stechen jedoch verpasste, da er zwei Hundertstelsekunden zu langsam war und hierfür einen Zeitstrafpunkt bekam.
Im Stechen musste Nick Skelton als erster an den Start gehen. Mit Big Star blieb er ohne Fehler. Zudem setzte seine schnelle Zeit die nachfolgenden Reiter unter Druck: Sowohl Steve Guerdat als auch Kent Farrington leisteten sich gleich am ersten Hindernis einen Fehler. Peder Fredricson blieb mit All In ohne Fehler, war jedoch langsamer als Skelton. Nachdem Guerdat bereits seine Chance auf einen zweiten Einzelolympiasieg vergeben hatte, ging als letzter Starter Eric Lamaze in das Stechen. Mit Fine Lady kassierte er jedoch seinen ersten Fehler überhaupt bei diesen Olympischen Spielen. Mit der schnellsten Zeit der Vier-Fehler-Stechritte gewann er noch die Bronzemedaille. Olympiasieger in der Einzelwertung wurde jedoch der 58-jährige Nick Skelton mit seinem 13-jährigen Hengst Big Star.
| Rang | Reiter                         | Pferd                      | Strafpunkte        | Strafpunkte   | Strafpunkte   | Strafpunkte  | Strafpunkte     | Strafpunkte  | Strafpunkte         |
| Rang | Reiter                         | Pferd                      | 1. Quali- fikation | Nationenpreis | Nationenpreis | Einzelfinale | Einzelfinale    | Einzelfinale | Stechen             |
| Rang | Reiter                         | Pferd                      | 1. Quali- fikation | 1. Umlauf     | 2. Umlauf     | 1. Umlauf    | 2. Umlauf       | Gesamt       | Stechen             |
| ---- | ------------------------------ | -------------------------- | ------------------ | ------------- | ------------- | ------------ | --------------- | ------------ | ------------------- |
| 1    | Nick Skelton                   | Big Star                   | (4)                | (4)           | (5)           | 0            | 0               | 0            | 0 in 42,82 Sekunden |
| 2    | Peder Fredricson               | All In                     | (0)                | (0)           | (1)           | 0            | 0               | 0            | 0 in 43,35 Sekunden |
| 3    | Eric Lamaze                    | Fine Lady                  | (0)                | (0)           | (0)           | 0            | 0               | 0            | 4 in 42,09 Sekunden |
| 4    | Steve Guerdat                  | Nino des Buissonnets       | (0)                | (8)           | (1)           | 0            | 0               | 0            | 4 in 43,08 Sekunden |
| 5    | Kent Farrington                | Voyeur                     | (0)                | (0)           | (1)           | 0            | 0               | 0            | 8 in 42,23 Sekunden |
| 6    | Ali bin Chalid Al Thani        | First Devision             | (0)                | (4)           | (1)           | 0            | 0               | 0            | 8 in 45,03 Sekunden |
| 7    | Jeroen Dubbeldam               | Zenith                     | (4)                | (0)           | (5)           | 0            | 1               | 1            |                     |
| 8    | Matías Albarracín              | Cannavaro                  | (4)                | (1)           | (5)           | 1            | 1               | 2            |                     |
| 9    | Luciana Diniz                  | Fit For Fun                | (8)                | (0)           | (5)           | 4            | 0               | 4            |                     |
| 9    | McLain Ward                    | Azur                       | (4)                | (0)           | (0)           | 4            | 0               | 4            |                     |
| 9    | Álvaro Affonso de Miranda Neto | Cornetto K                 | (0)                | (0)           | (4)           | 4            | 0               | 4            |                     |
| 9    | Edwina Tops-Alexander          | Lintea Tequila             | (0)                | (5)           | (4)           | 0            | 4               | 4            |                     |
| 9    | Martin Fuchs                   | Clooney                    | (4)                | (0)           | (5)           | 0            | 4               | 4            |                     |
| 9    | Christian Ahlmann              | Taloubet Z                 | (0)                | (0)           | (4)           | 0            | 4               | 4            |                     |
| 9    | Daniel Deußer                  | First Class                | (0)                | (0)           | (4)           | 0            | 4               | 4            |                     |
| 16   | Pedro Veniss                   | Quabri de L’Isle           | (0)                | (0)           | (5)           | 4            | 1               | 5            |                     |
| 16   | Ali Al Rumaihi                 | Gunder                     | (1)                | (1)           | (2)           | 4            | 1               | 5            |                     |
| 16   | Roger-Yves Bost                | Sydney Une Prince          | (0)                | (1)           | (1)           | 0            | 5               | 5            |                     |
| 19   | René Tebbel                    | Zipper                     | (0)                | (1)           | (2)           | 1            | 5               | 6            |                     |
| 20   | Maikel van der Vleuten         | Verdi                      | (0)                | (0)           | (1)           | 4            | 5               | 9            |                     |
| 20   | Sergio Álvarez Moya            | Carlo                      | (0)                | (0)           | (6)           | 0            | 9               | 9            |                     |
| 22   | Kevin Staut                    | Reveur de Hurtebise        | (4)                | (0)           | (0)           | 4            | 8               | 12           |                     |
| 23   | Philippe Rozier                | Rahotep de Toscane         | (0)                | (4)           | (1)           | 4            | 9               | 13           |                     |
| 24   | Henrik von Eckermann           | Yajamila                   | (0)                | (4)           | (8)           | 4            | 12              | 16           |                     |
| 25   | Ben Maher                      | Tic Tac                    | (4)                | (4)           | (1)           | 4            | 13              | 17           |                     |
| 26   | Tiffany Foster                 | Tripple X III              | (4)                | (4)           | (0)           | 4            | 17              | 21           |                     |
| 27   | Harrie Smolders                | Emerald                    | (0)                | (0)           | (12)          | 4            | zurück- gezogen |              |                     |
| 28   | Jérôme Guery                   | Grand Cru van de Rozenberg | (0)                | (10)          | (5)           | 8            |                 |              |                     |
| 28   | Matthew Williams               | Valinski S                 | (8)                | (0)           | (6)           | 8            |                 |              |                     |
| 28   | Bassem Hassan Mohammed         | Dejavu                     | (4)                | (4)           | (5)           | 8            |                 |              |                     |
| 28   | Eduardo Menezes                | Quintol                    | (4)                | (0)           | (4)           | 8            |                 |              |                     |
| 32   | Romain Duguet                  | Quorida de Treho           | (4)                | (0)           | (5)           | 12           |                 |              |                     |
| 32   | Yann Candele                   | First Choice               | (4)                | (0)           | (4)           | 12           |                 |              |                     |
| 32   | Lucy Davis                     | Barron                     | (4)                | (0)           | (4)           | 12           |                 |              |                     |
| 35   | Meredith Michaels-Beerbaum     | Fibonacci                  | (0)                | (0)           | (5)           | aufge- geben |                 |              |                     |
| 36   | Ludger Beerbaum                | Casello                    | 4                  | 4             | 0             |              |                 |              |                     |
| 37   | Janika Sprunger                | Bonne Chance               | 0                  | 8             | 1             |              |                 |              |                     |
|      | ...                            |                            |                    |               |               |              |                 |              |                     |
| 43   | Ulrich Kirchhoff               | Prince de la Mare          | 4                  | 4             | 17            |              |                 |              |                     |

## Medaillenspiegel
| Platz | Land               | G | S | B | Gesamt |
| ----- | ------------------ | - | - | - | ------ |
| 1     | Deutschland        | 2 | 2 | 2 | 6      |
| 2     | Großbritannien     | 2 | 1 | – | 3      |
| 2     | Frankreich         | 2 | 1 | – | 3      |
| 4     | Vereinigte Staaten | – | 1 | 2 | 3      |
| 5     | Schweden           | – | 1 | – | 1      |
| 6     | Australien         | – | – | 1 | 1      |
| 6     | Kanada             | – | – | 1 | 1      |
| Total | Total              | 6 | 6 | 6 | 18     |

## Qualifikation

### Dressur
| Übersicht Qualifikationswettkämpfe mit der Anzahl zu vergebener Quotenplätze | Übersicht Qualifikationswettkämpfe mit der Anzahl zu vergebener Quotenplätze | Übersicht Qualifikationswettkämpfe mit der Anzahl zu vergebener Quotenplätze | Übersicht Qualifikationswettkämpfe mit der Anzahl zu vergebener Quotenplätze | Übersicht Qualifikationswettkämpfe mit der Anzahl zu vergebener Quotenplätze | Übersicht Qualifikationswettkämpfe mit der Anzahl zu vergebener Quotenplätze |
| Wettkampf                                                                    | Austragungsort                                                               | Datum                                                                        | Einzel                                                                       | Team                                                                         | Reiter                                                                       |
| ---------------------------------------------------------------------------- | ---------------------------------------------------------------------------- | ---------------------------------------------------------------------------- | ---------------------------------------------------------------------------- | ---------------------------------------------------------------------------- | ---------------------------------------------------------------------------- |
| Gastgeber                                                                    |                                                                              |                                                                              | 4                                                                            | 1                                                                            | 4                                                                            |
| Weltreiterspiele 2014                                                        | Caen                                                                         | 23. August – 7. September 2014                                               | 12                                                                           | 3                                                                            | 12                                                                           |
| Weltreiterspielen 2014: Afrika/Mittlerer Osten/Südostasien/Ozeanien          | Caen                                                                         | 23. August – 7. September 2014                                               | 4                                                                            | 1                                                                            | 4                                                                            |
| Europameisterschaften                                                        | Aachen                                                                       | 11. – 23. August 2015                                                        | 12                                                                           | 3                                                                            | 12                                                                           |
| Panamerikanische Spiele 2015                                                 | Toronto                                                                      | 10. – 26. Juli 2015                                                          | 6                                                                            | 1                                                                            | 6                                                                            |
| Qualifikationsturnier (siehe unten)                                          | Perl                                                                         | 9. – 13. September 2015                                                      | 4                                                                            | 1                                                                            | 4                                                                            |
| FEI-Olympiarangliste, nach olympischen Gruppen                               |                                                                              | 1. März 2012                                                                 | 14                                                                           |                                                                              | 14                                                                           |
| FEI-Olympiarangliste, nach der Gesamtrangierung                              |                                                                              | 1. März 2012                                                                 | 6                                                                            |                                                                              | 6                                                                            |
| Gesamt                                                                       | Gesamt                                                                       | Gesamt                                                                       | 60                                                                           | 10                                                                           | 60                                                                           |

Im Vergleich zu London 2012 wurde nicht nur die Anzahl der Reiter pro Mannschaft erhöht, sondern auch die Anzahl der Dressurreiter insgesamt wurde um 10 Startplätze auf 60 erhöht. Hiervon enthalten sind mindestens ehn Mannschaften mit jeweils drei oder vier Reitern, die alle auch im Einzel antreten. Die Mannschaft Brasiliens war als Gastgeber automatisch qualifiziert.
Die Zahl der Mannschaften konnte sich erhöhen, wenn ein NOK mindestens drei Einzelquotenplätze erreichte (maximal vier pro NOK waren zulässig). Dies gelang Dänemark, so dass elf Mannschaften in Rio de Janeiro antreten dürfen.
Bei den Weltreiterspielen 2014 qualifizierten sich die drei bestplatzierten Mannschaften. Die besten Equipe aus dem Bereich Afrika/Mittlerer Osten/Südostasien/Ozeanien qualifizierte sich bei den Weltreiterspielen 2014, auch wenn diese nicht unter die besten drei Mannschaften kam.
Von den Europameisterschaften 2015 kamen noch einmal die drei besten Mannschaften hinzu. Ebenfalls die Qualifikation sicherte sich eine Mannschaft bei den Panamerikanischen Spielen 2015. Zudem wurden anhand der Ergebnisse des Grand Prix de Dressage bei den Panamerikanischen Spielen 2015 zwei weitere Einzelstartplätze vergeben. Bei einem Qualifikationswettbewerb im Rahmen der Peterhof Dressur Gala im September 2015 (ein Grand Prix de Dressage im Rahmen eines CDI 2*) konnte sich eine weitere Mannschaft aus den Bereichen Afrika, Naher Osten, Südostasien, Ozeanien sowie Kasachstan, Kirgisistan, Usbekistan und Turkmenistan qualifizieren. Auch zwei weitere Einzelstarter aus dem Bereich Afrika, Naher Osten, Südostasien und Ozeanien konnten sich in Perl qualifizieren.
20 weitere Einzelstartplätze wurden anhand des Olympiarankings vergeben. Dieses wurde anhand der bei international ausgeschriebenen Turnieren erzielten Ergebnisse im Zeitraum vom 9. März 2015 bis zum 6. März 2016 ermittelt. Hiervon entfielen sechs Plätze an Reiter aus den olympischen Gruppen A, B und C (Europa und Zentralasien), zwei auf die olympischen Gruppen D und E (Amerika) sowie zwei auf die olympischen Gruppen F und G (übrige Nationen). Die sechs verbleibenden Startplätze werden ebenso anhand des Olympiarankings vergeben, an noch nicht qualifizierte Reiter anhand ihrer Position in der Olympiarangliste.
Mannschaften, die bei den olympischen Dressurwettbewerben antreten können (je drei oder vier Reiter):
- Brasilien (Gastgeber)
- Deutschland (Weltmeister 2014)
- Großbritannien (Vizeweltmeister 2014)
- Niederlande (Dritter Weltmeisterschaften 2014)
- Australien (beste Mannschaft Afrika/Mittlerer Osten/Südostasien/Ozeanien bei den Weltmeisterschaften 2014)
- Spanien (Europameisterschaft 2015)
- Schweden (Europameisterschaft 2015)
- Frankreich (Europameisterschaft 2015)
- Vereinigte Staaten (Panamerikanische Spiele)
- Japan (Qualifikation Afrika/Mittlerer Osten/Südostasien/Ozeanien sowie Kasachstan, Kirgisistan, Usbekistan und Turkmenistan)
- Dänemark (Nachrücker aufgrund von vier Einzelstartern)

Zusätzlich qualifizierte Einzelstarter:

Olympische Gruppen A, B und C:
- Dänemark (2 Startplätze): Qualifikationsplätze durch Anna Kasprzak und Mikala Münter Gundersen (entfällt, da Dänemark als Nachrücker eine Mannschaft stellt)
- Russland (2 Startplätze): Qualifikationsplätze durch Inessa Merkulowa und Marina Aframeewa
- Österreich: Qualifikationsplatz durch Victoria Max-Theurer
- Belgien: Qualifikationsplatz durch Fanny Verliefden

Olympische Gruppen D und E:
- Kanada: Qualifikationsplatz durch Megan Lane
- Dominikanische Republik: Qualifikationsplatz durch Yvonne Losos de Muñiz
- Kanada: Qualifikationsplatz durch Belinda Trussell (beste Reiterin olympische Gruppen D im Grand Prix der Panamerikanischen Spiele 2015)
- Mexiko: Qualifikationsplatz durch Bernadette Pujals (beste Reiterin olympische Gruppen E im Grand Prix der Panamerikanischen Spiele 2015)[55]

Olympische Gruppen F und G:
- Palästina: Qualifikationsplatz durch Christian Zimmermann
- Neuseeland: Qualifikationsplatz durch Julie Brougham
- Südafrika: Qualifikationsplatz durch Tanya Seymour (beste Reiterin olympische Gruppen F im Grand Prix des CDI 2* Perl 2015)
- Südkorea: Qualifikationsplatz durch Kim Dong-seon (bester Reiter olympische Gruppen G im Grand Prix des CDI 2* Perl 2015)[56]

Weitere Einzelstarter gemäß FEI-Olympiarangliste:
- Italien: Qualifikationsplatz durch Valentina Truppa
- Irland: Qualifikationsplatz durch Judy Reynolds
- Schweiz: Qualifikationsplatz durch Marcela Krinke Susmelj
- Dänemark (2 Startplätze): Qualifikationsplätze durch Agnete Kirk Thinggaard und Lars Petersen (entfällt, da Dänemark als Nachrücker eine Mannschaft stellt)
- Ukraine: Qualifikationsplatz durch Inna Lohutenkowa

### Springen
| Übersicht Qualifikationswettkämpfe mit der Anzahl zu vergebener Quotenplätze | Übersicht Qualifikationswettkämpfe mit der Anzahl zu vergebener Quotenplätze | Übersicht Qualifikationswettkämpfe mit der Anzahl zu vergebener Quotenplätze | Übersicht Qualifikationswettkämpfe mit der Anzahl zu vergebener Quotenplätze | Übersicht Qualifikationswettkämpfe mit der Anzahl zu vergebener Quotenplätze | Übersicht Qualifikationswettkämpfe mit der Anzahl zu vergebener Quotenplätze |
| Wettkampf                                                                    | Austragungsort                                                               | Datum                                                                        | Einzel                                                                       | Team                                                                         | Reiter                                                                       |
| ---------------------------------------------------------------------------- | ---------------------------------------------------------------------------- | ---------------------------------------------------------------------------- | ---------------------------------------------------------------------------- | ---------------------------------------------------------------------------- | ---------------------------------------------------------------------------- |
| Gastgeber                                                                    |                                                                              |                                                                              | 4                                                                            | 1                                                                            | 4                                                                            |
| Weltreiterspiele 2014                                                        | Caen                                                                         | 31. August – 7. September 2014                                               | 20                                                                           | 5                                                                            | 20                                                                           |
| Europameisterschaften 2015                                                   | Aachen                                                                       | 17. – 23. August 2015                                                        | 12                                                                           | 3                                                                            | 12                                                                           |
| Panamerikanische Spiele 2015                                                 | Toronto                                                                      | 10. – 26. Juli 2015                                                          | 14                                                                           | 2                                                                            | 14                                                                           |
| Qualifikation Afrika/Naher Osten                                             | Abu Dhabi                                                                    | 18. – 21. Februar 2015                                                       | 4                                                                            | 1                                                                            | 4                                                                            |
| Qualifikation Osteuropa/Zentralasien                                         | Šamorín                                                                      | 30. Juli – 2. August 2015                                                    | 4                                                                            | 1                                                                            | 4                                                                            |
| Qualifikation Südostasien/Ozeanien                                           | Hagen a.T.W.                                                                 | 25. August 2015                                                              | 9                                                                            | 2                                                                            | 9                                                                            |
| FEI-Olympiaranking                                                           |                                                                              | 1. März 2012                                                                 | 8                                                                            |                                                                              | 8                                                                            |
| Gesamt                                                                       | Gesamt                                                                       | Gesamt                                                                       | 75                                                                           | 15                                                                           | 75                                                                           |

Für die Wettbewerbe im Springreiten qualifizierten sich 75 Reiter, darunter 15 Mannschaften mit jeweils vier Reitern. Allen qualifizierten Mannschaften ist damit auch ein Start mit vier Reitern im Einzelwettbewerb möglich. Für NOKs ohne qualifizierte Mannschaft ist ein Start mit maximal zwei Einzelstarter möglich. Als Gastgeber ist die Equipe Brasiliens automatisch qualifiziert.
Bei den Weltreiterspielen 2014 sicherten sich die fünf bestplatzierten Mannschaften die Qualifikation für die Olympischen Spiele. Bei den Europameisterschaften 2015 qualifizierten sich die drei besten, noch nicht qualifizierten Mannschaften. Ebenfalls qualifizierten sich bei den Panamerikanischen Spielen 2015 die drei besten Mannschaften sowie die sechs besten Reiter, deren NOK sich nicht mit einer Mannschaft für die olympischen Springreitwettbewerbe qualifizierte.
Zudem fanden drei weitere Qualifikationsturniere statt: Im Rahmen des Nationenpreisturniers von Abu Dhabi im Februar 2015 bekam die bestplatzierte Mannschaft aus dem Bereich Afrika und Naher Osten die Starterlaubnis für die Olympischen Spiele. Ein weiterer Mannschaftsstartplatz wurde im Rahmen eines CSI 3* in Šamorín vergeben, wo hierfür ein Nationenwettbewerb ausgetragen wurde. Zur Vergabe weiterer Startmöglichkeiten für Reiter aus Südostasien und Ozeanien wurde auf dem Hof Kasselmann in Hagen am Teutoburger Wald im August 2015 ein CSI 1* mit einem Nationenwettbewerb durchgeführt. Hier qualifizierten sich die zwei bestplatzierten Mannschaften sowie ein weiterer Teilnehmer, der für sein (noch nicht mit einer Mannschaft qualifiziertes) NOK einen Einzelstartplatz erhielt.
Daneben wurden acht weitere Einzelstartplätze anhand der Olympiarangliste vergeben, je einen an den besten Teilnehmer aus den olympischen Gruppen A, B, C und F sowie vier an die besten noch nicht qualifizierten Reiter anhand der Olympiarangliste (die Einzelstartplätze gehen jeweils an jeweilige NOK).
Mannschaften, die bei den olympischen Springreitwettbewerben antreten können (je drei oder vier Reiter):
- Brasilien (Gastgeber)
- Niederlande (Weltmeister 2014)
- Frankreich (Vizeweltmeister 2014)
- Vereinigte Staaten (Dritter Weltmeisterschaften 2014)
- Deutschland (Vierter Weltmeisterschaften 2014)
- Schweden (Sechster Weltmeisterschaften 2014)
- Schweiz (Europameisterschaften 2015)
- Großbritannien (Europameisterschaften 2015)
- Spanien (Europameisterschaften 2015)
- Kanada (Panamerikanische Spiele)
- Argentinien (Panamerikanische Spiele)
- Katar (Beste Mannschaft Qualifikationsturnier Afrika/Naher Osten)
- Ukraine (Beste Mannschaft Qualifikationsturnier Osteuropa/Zentralasien)
- Japan (Qualifikationsturnier Südostasien/Ozeanien)
- Australien (Qualifikationsturnier Südostasien/Ozeanien)

Zusätzlich qualifizierte Einzelstarter:

Einzelstartplätze anhand der Olympiarangliste für die olympischen Gruppen A, B, C und F:
- Irland (Olympischen Gruppe A: Qualifikationsrang durch Bertram Allen)
- Portugal (Olympischen Gruppe B: Qualifikationsrang durch Luciana Diniz)
- Türkei (Olympischen Gruppe C: Qualifikationsrang durch Omer Karaevli)
- Marokko (Olympischen Gruppe F: Qualifikationsrang durch Abdelkebir Ouaddar)

Einzelstartplätze anhand der Einzelwertung der Panamerikanischen Spiele 2015:
- Venezuela (Qualifikationsrang durch 2. Platz von Andrés Rodríguez, Rodríguez verstarb im Januar 2016)
- Venezuela (Qualifikationsrang durch 6. Platz von Emanuel Andrade)
- Uruguay (Qualifikationsrang durch 9. Platz von Nestor Nielsen van Hoff)
- Kolumbien (Qualifikationsrang durch 11. Platz von Daniel Bluman)
- Kolumbien (Qualifikationsrang durch 11. Platz von Fernando Cárdenas)
- Peru (Qualifikationsrang durch 11. Platz von Alonso Váldez Prado)[58]

Einzelstartplatz anhand der Einzelwertung Qualifikationsturnier Südostasien/Ozeanien:
- Chinesisch Taipeh (Qualifikationsrang durch Isheau Wong)[59]

Weitere Einzelstartplätze anhand der Olympiarangliste:
- Belgien (Qualifikationsrang durch Gregory Wathelet)
- Italien (Qualifikationsrang durch Emanuele Gaudiano)
- Belgien (Qualifikationsrang durch Jérôme Guery)
- Ägypten (Qualifikationsrang durch Karim El Zoghby)[60]

### Vielseitigkeit
| Übersicht Qualifikationswettkämpfe mit der Anzahl zu vergebener Quotenplätze | Übersicht Qualifikationswettkämpfe mit der Anzahl zu vergebener Quotenplätze | Übersicht Qualifikationswettkämpfe mit der Anzahl zu vergebener Quotenplätze | Übersicht Qualifikationswettkämpfe mit der Anzahl zu vergebener Quotenplätze | Übersicht Qualifikationswettkämpfe mit der Anzahl zu vergebener Quotenplätze | Übersicht Qualifikationswettkämpfe mit der Anzahl zu vergebener Quotenplätze |
| Wettkampf                                                                    | Austragungsort                                                               | Datum                                                                        | Einzel                                                                       | Team                                                                         | Reiter                                                                       |
| ---------------------------------------------------------------------------- | ---------------------------------------------------------------------------- | ---------------------------------------------------------------------------- | ---------------------------------------------------------------------------- | ---------------------------------------------------------------------------- | ---------------------------------------------------------------------------- |
| Gastgeber                                                                    |                                                                              |                                                                              | 5                                                                            | 1                                                                            | 5                                                                            |
| Weltreiterspiele 2014                                                        | Haras du Pin/ Caen                                                           | 23. August–7. September 2014                                                 | 24                                                                           | 6                                                                            | 24                                                                           |
| Europameisterschaften                                                        | Blair Castle                                                                 | 10.–13. September 2015                                                       | 8                                                                            | 2                                                                            | 8                                                                            |
| Panamerikanische Spiele 2015                                                 | Toronto                                                                      | 10.–26. Juli 2015                                                            | 4                                                                            | 1                                                                            | 4                                                                            |
| Qualifikation Afrika/Naher Osten/Südostasien/Ozeanien                        | Boekelo                                                                      | 8.–11. Oktober 2015                                                          | 4                                                                            | 1                                                                            | 4                                                                            |
| FEI-Olympiarangliste, nach olympischen Gruppen                               |                                                                              | 6. März 2016                                                                 | 12                                                                           |                                                                              | 12                                                                           |
| FEI-Olympiarangliste, nach der Gesamtrangierung                              |                                                                              | 6. März 2016                                                                 | 9                                                                            |                                                                              | 9                                                                            |
| Gesamt                                                                       | Gesamt                                                                       | Gesamt                                                                       | 65                                                                           | 11                                                                           | 65                                                                           |

Die Anzahl der Startplätze für Vielseitigkeitsreiter wurde im Vergleich zu London 2012 um zehn Plätze auf 65 reduziert. Dies resultiert insbesondere aus der Änderung, dass pro Mannschaft nur noch vier statt fünf Reiter antreten dürfen. Die Anzahl der Mannschaften (vorbehaltlich zusätzlicher Equipen aufgrund von Einzelstartplätzen) blieb unverändert bei elf.
Als Gastgeber ist eine Mannschaft Brasiliens automatisch startberechtigt. Bei den Weltreiterspielen 2014 qualifizierten sich die sechs bestplatzierten Mannschaften. Die zunächst viertplatzierten Franzosen wurden disqualifiziert, da beim Pferd Qalao des Mers ihres Mannschaftsreiters Maxime Livio eine positive Medikation gefunden wurde.
Weitere zwei Mannschaftsstartplätze wurden bei den Europameisterschaften 2015 vergeben. Frankreich gewann hier die Bronzemedaille und sicherte sich damit als beste noch nicht qualifizierte Equipe doch noch die Startberechtigung für die Olympischen Spiele. Ebenfalls qualifizierte sich die beste noch nicht startberechtigte Mannschaft der Panamerikanischen Spiele 2015. Der letzte reguläre Mannschaftsstartplatz (für Equipen aus Afrika, Naher Osten, Südostasien und Ozeanien) wurde im Rahmen des Nationenpreisturniers von Boekelo 2015 vergeben.
Per FEI-Olympiaranking wurden abschließend die letzten 21 Quotenplätze vergeben. Hierfür kamen drei Qualifikationsmodi zum Einsatz: Zunächst erhielten die sieben kontinentalen Zonen (Nord-Westeuropa, Süd-Westeuropa, Osteuropa/Zentralasien, Nordamerika, Zentral-/Südamerika, Afrika/Naher Osten sowie Südostasien/Ozeanien) je einen Startplatz. Anschließend wurden zwei bis drei dieser Zonen zu Gruppen zusammengefasst, die jeweils zwei weitere Startplätze erhielten. Abschließend wurden neun Startplätze an die besten noch nicht qualifizierten Reiter, deren Nation keinen Mannschaftsstartplatz erhalten hat, vergeben. Planmäßig wären dies acht Startplätze gewesen, für Nordamerika konnte jedoch kein Einzelstartplatz vergeben werden, da die Vereinigten Staaten und Kanada bereits qualifiziert waren.
Im Rahmen der Vergabe der Einzelstartplätze erhielten Italien, Russland und die Schweiz je drei Startplätze und somit einen zusätzlichen Mannschaftsstartplatz. Die Schweiz benannte mit den Vogg-Brüdern jedoch nur zwei Teilnehmer. Mélody Johner konnte mit ihrem Pferd Frimeur du Record CH ihre Leistungen während der Selektionsphase nicht bestätigen, so dass in Absprache mit der Reiterin auf eine Nominierung verzichtet wurde. Aufgrund von Verletzungen bzw. persönlichen Gründen konnte kein weiterer geeigneter Starter für die Schweiz gefunden werden. Auch Belarus nominierte keinen Reiter für Rio. Daher gab es zwei Nachrücker, einen Einzelstartplatz für Polen sowie einen vierten Reiter für Italien.
Mannschaften, die bei den olympischen Vielseitigkeitswettbewerben antreten werden:
- Brasilien (Gastgeber)
- Deutschland (Weltmeister 2014)
- Großbritannien (Vizeweltmeister 2014)
- Niederlande (Dritter Weltmeisterschaften 2014)
- Australien (Vierter Weltmeisterschaften 2014)
- Irland (Fünfter Weltmeisterschaften 2014)
- Kanada (Sechster Weltmeisterschaften 2014)
- Frankreich (Europameisterschaften)
- Schweden (Europameisterschaften)
- Vereinigte Staaten (Panamerikanische Spiele)
- Neuseeland (Qualifikationsturnier Afrika/Naher Osten/Südostasien/Ozeanien)
- Italien (4 qualifizierte Einzelstarter)
- Russland (3 qualifizierte Einzelstarter)

Zusätzlich qualifizierte Einzelstarter:

Je ein Startplatz je kontinentaler Zone:
- Finnland (Qualifikationsrang durch Elmo Jankari), kontinentale Zone A Nord-Westeuropa
- Italien (Qualifikationsrang durch Stefano Brecciaroli), kontinentale Zone B Süd-Westeuropa (entfällt, da Italien eine zusätzliche Mannschaft stellt)
- Russland (Qualifikationsrang durch Alexander Markow), kontinentale Zone C Osteuropa/Zentralasien (entfällt, da Russland eine zusätzliche Mannschaft stellt)
- Chile (Qualifikationsrang durch Carlos Lobos Muñoz), kontinentale Zone E Zentral-/Südamerika
- Simbabwe (Qualifikationsrang durch Camilla Kruger), kontinentale Zone F Afrika/Naher Osten
- Japan (Qualifikationsrang durch Yoshiaki Ōiwa), kontinentale Zone G Südostasien/Ozeanien[65]

Sechs weitere Startplätze:
- Belarus (Qualifikationsrang durch Alena Zeljapuschkina), erster Startplatz für die kontinentalen Zonen A, B und C), Startplatz nicht durch Belarus genutzt
- Schweiz (Qualifikationsrang durch Felix Vogg), zweiter Startplatz für die kontinentalen Zonen A, B und C)
- Puerto Rico (Qualifikationsrang durch Lauren Billys), erster Startplatz für die kontinentalen Zonen D und E)
- Ecuador (Qualifikationsrang durch Nicolas Wettstein), zweiter Startplatz für die kontinentalen Zonen D und E)
- Volksrepublik China (Qualifikationsrang durch Alex Hua Tian), erster Startplatz für die kontinentalen Zonen F und G)
- Japan (Qualifikationsrang durch Ryuzo Kitajima), zweiter Startplatz für die kontinentalen Zonen F und G)

Weitere neun Einzelstarter gemäß FEI-Olympiaranking:
- Belgien (Qualifikationsrang durch Karin Donckers)
- Belgien (Qualifikationsrang durch Joris Van Springel)
- Russland (Qualifikationsrang durch Andrei Mitin) (entfällt, da Russland eine zusätzliche Mannschaft stellt)
- Italien (Qualifikationsrang durch Pietro Roman) (entfällt, da Italien eine zusätzliche Mannschaft stellt)
- Russland (Qualifikationsrang durch Jelnira Nabiewa) (entfällt, da Russland eine zusätzliche Mannschaft stellt)
- Schweiz (Qualifikationsrang durch Mélody Johner)
- Italien (Qualifikationsrang durch Vittoria Panizzon) (entfällt, da Italien eine zusätzliche Mannschaft stellt)
- Spanien (Qualifikationsrang durch Albert Hermoso Farras)
- Schweiz (Qualifikationsrang durch Ben Vogg), dritter Startplatz nicht durch die Schweiz genutzt
- Polen (Nachrücker, Qualifikationsrang durch Paweł Spisak)
- Italien (Nachrücker, Qualifikationsrang durch Emiliano Portale) (entfällt, da Italien eine zusätzliche Mannschaft stellt)[66]